# پیامدهای انتخابات ریاست‌جمهوری دهم ایران
در پی اعلام نتایج دهمین دورهٔ انتخابات ریاست جمهوری ایران و اعلام پیروزی دوبارهٔ محمود احمدی‌نژاد، نتیجه انتخابات مورد اعتراض گسترده هواداران میرحسین موسوی و مهدی کروبی قرار گرفت و از سوی برخی تحلیل‌گران سیاسی، به عنوان کودتا یاد شد. نخست تظاهراتی در تهران و نیز برخی دیگر از شهرهای ایران، توسط هزاران تن از معترضان به نحوهٔ شمارش آرا و حامیان میرحسین موسوی، رقیب اصلی احمدی‌نژاد در انتخابات، در ۲۳ و ۲۴ خرداد ۱۳۸۸ به راه افتاد. این اعتراضات با سرکوب شدید نیروهای پلیس ضد شورش و حامیان شبه‌نظامی حکومت در سپاه و بسیج روبرو شد؛ به‌طوری‌که شدت آن در تهران در دههٔ گذشته بی‌سابقه بوده است. این حادثه به فتنه ۸۸ معروف شد.
بعد از گذشت ۱۶ سال هنوز نه افراد معترض و نه هیچ تشکل حامی آنها نتوانسته اند آماری ارائه کنند که ادعای تقلب را در این انتخابات برای مردم اثبات کنند. 
در ۲۵ خرداد، حدود ۳ میلیون نفر از معترضان با حضور موسوی و اصلاح‌طلبان دیگری چون محمد خاتمی، رئیس‌جمهور سابق ایران و مهدی کروبی، دیگر نامزد معترض انتخابات در راهپیمایی بزرگی در خیابان‌های مرکزی تهران، از میدان امام حسین تا میدان آزادی شرکت کردند که بزرگ‌ترین راهپیمایی ضد دولتی از زمان انقلاب ۱۳۵۷ لقب گرفت. هنگام پایان راهپیمایی، با آتش‌گشودن عده‌ای از نیروهای شبه‌نظامی در میدان آزادی، تعدادی از مردم کشته و زخمی شدند و در بامداد همان روز با حملهٔ خشونت‌بار نیروهای شبه‌نظامی به کوی دانشگاه تهران و سایر دانشگاه‌ها، تعدادی از دانشجویان کشته و زخمی شدند. پس از آن در ۲۶، ۲۷ و ۲۸ خرداد نیز، راهپیمایی‌های گسترده و آرام معروف به «راهپیمایی‌های سکوت»، با شرکت صدها هزار تن از معترضان در تهران برگزار شد.
در ۳۰ خرداد و یک روز پس از سخنرانی علی خامنه‌ای، رهبر جمهوری اسلامی، در نخستین نماز جمعه پس از انتخابات ریاست جمهوری، که در آن او مسئولیت هرگونه خون‌ریزی را به عهده برگزارکنندگان اعتراض‌ها دانسته بود، با سرکوب معترضان توسط نیروهای پلیس و تیراندازی نیروهای شبه‌نظامی، در تهران دست‌کم ۱۹ نفر کشته و تعداد بسیاری زخمی شدند. با این‌حال شمار جان‌باختگان طبق گزارش گروه‌های مدافع حقوق بشر و گزارش‌های غیررسمی، بسیار بیش از این ذکر شد. درگیری‌های پراکنده و مشابه دیگری نیز در روزهای پس از آن در نقاط مختلف شهر تهران رخ داد. جنبش اعتراضی معترضان به جنبش سبز ایران معروف شد و صداوسیما، فرماندهان سپاه و بسیج و دیگر مسئولان حامی دولت، تظاهرات مردمی را به عده‌ای «اغتشاشگر» نسبت دادند که در صدد برپایی انقلاب مخملی هستند. همچنین مأموران امنیتی جمهوری اسلامی در هفته‌های پس از انتخابات و در میان اعتراضات، چهار هزار نفر از روزنامه‌نگاران، فعالان سیاسی اصلاح‌طلب و مردم معترض را بازداشت کردند.
چندین دادگاه برای محاکمه دسته‌جمعی برخی از آنان به اتهام اقدام به کودتای نرم برای براندازی نظام جمهوری اسلامی برگزار گردید و حامیان دولت دهم، به اعتراضات، «جریان فتنه» و به سران مخالف دولت، «رهبران فتنه» لقب دادند. با این حال تشکل‌ها و احزاب اصلاح‌طلب، برخی مراجع تقلید سرشناس و مجمع مدرسین و محققین حوزه علمیه قم، نتایج انتخابات و دولت برآمده از آن را نامشروع دانسته و سرکوب معترضان و برگزاری دادگاه‌ها را محکوم کردند. اعتراضات مردمی در دهمین سالگرد حمله به کوی دانشگاه تهران در ۱۸ تیر، نماز جمعه ۲۶ تیر تهران، چهلم جانباختگان و هم‌زمان با مراسم تنفیذ حکم و تحلیف ریاست جمهوری احمدی‌نژاد در مرداد ادامه یافت و گزارش‌های زیادی دربارهٔ بدرفتاری با زندانیان، ضرب و جرح، آزار جنسی و قتل تعدادی از دستگیرشدگان منتشر شد. در ۲۰ نوامبر ۲۰۰۹ کمیته حقوق بشر مجمع عمومی سازمان ملل در قطعنامه‌ای سرکوب خشونت‌آمیز این تظاهرات‌ها را محکوم کرد. پیشتر در ماه اوت، گروهی از کارشناسان مستقل سازمان ملل نسبت به شکنجه و بازجویی‌هایی خشن در جریان محاکمه معترضان پس از انتخابات به شدت ابراز نگرانی کرده بودند. همچنین یونسکو در گزارشی به موضوع کشته‌شدن دانشجویان در پی حملهٔ نیروهای بسیج به کوی دانشگاه اشاره کرد. در سال ۱۳۹۱، محمدعلی جعفری، فرمانده سپاه پاسداران انقلاب اسلامی، گفت که این اعتراضات «صحنه تقابل انقلابیون و ضدانقلابیون بوده و خطر آن از خطر جنگ ۸ ساله برای انقلاب و اسلام بسیار بیشتر بود.»

## پیش‌زمینه
یک روز پیش از برگزاری انتخابات، سیستم پیامک بعضی اپراتورهای تلفن همراه ایران قطع شد. در هنگام برگزاری انتخابات دهم در روز ۲۲ خرداد، سردار احمدرضا رادان، جانشین فرمانده نیروی انتظامی ایران اعلام داشت که تجمع هواداران نامزدهای ریاست جمهوری در تمام کشور غیرقانونی است. پیش از گفته‌های رادان، معاون عملیات فرماندهی نیروی انتظامی تهران بزرگ، عصر همان روز اعلام کرد که مانوری به نام «مانور اقتدار» در میدان‌های مختلف شهر تهران و با هدف «برقراری نظم و امنیت بیشتر در تهران بزرگ» آغاز شده است.
در روز برگزاری انتخابات، درب شعب اخذ رأی برخلاف روال معمول که تا زمان وجود رای‌دهندگان باز می‌ماند، بسته شد و از مردم رأی اخذ نشد. همچنین در‌حالی‌که به‌صورت معمول، اعلام نتایج انتخابات یک الی چند روز طول می‌کشد، نتایج اولیه این انتخابات تنها پس از چند ساعت از پایان رای‌گیری از طریق صدا و سیمای جمهوری اسلامی ایران اعلام شد. پس از اعلام نتایج اولیه در نخستین ساعات روز ۲۳ خرداد که نشان‌دهندهٔ پیروزی احمدی‌نژاد با فاصلهٔ زیاد نسبت به میرحسین موسوی و سایر نامزدها بود، دو نامزد اصلاح‌طلب با استناد به شواهد کمیتهٔ صیانت از آرا و سایر شواهد، اعتراض خود را نسبت به این نتایج نشان دادند. موسوی در واکنش به این نتایج طی نامه‌ای که خطاب به ملت ایران نوشته شده بود به این روند اعتراض کرد و در این نامه شیوهٔ برگزاری و شمارش آرا را «شعبده‌بازی دست‌اندرکاران انتخابات و صدا و سیما» نامید و گفت که مردم «به دنبال آن هستند که بدانند چگونه و توسط چه کسانی و مقاماتی طرح این بازی بزرگ ریخته شده است.» در‌حالی‌که این اعتراضات ادامه داشت، شورای نگهبان برخلاف روال معمول خود، به‌سرعت صحت انتخابات در کل کشور را تأیید و محمود احمدی‌نژاد را رئیس‌جمهور ایران دانست که این خود سبب افزایش شبهات شد.
مهدی کروبی هم طی نامهٔ مشابهی به این روند اعتراض نمود و نتایج اعلام‌ شدهٔ انتخابات را «مضحک و شگفت» توصیف کرد. کروبی شیوهٔ رأی‌گیری و شمارش آرا را به شمارش آرای حسن مدرس تشبیه کرد و گفت: «حتی از شمارش رأیی که آن مرحوم به خویش داده‌ بود، دریغ کردند» و اضافه کرد وضعیت موجود «در بیان و بیانیه نمی‌آید و باید فکری دیگری کرد.»
موسوی در پیام خود نتایج انتخابات را «بهت‌آور» خواند و در نامه‌ای اعتراضی به علی خامنه‌ای رهبر ایران، خواستار دخالت وی شد. در قسمت‌هایی از این نامه از «شواهدی مبنی بر مداخله تعدادی از فرماندهان و مسئولان سپاه و بسیج در انتخابات» یاد شد که موسوی آن را در صورت صحت، علاوه‌بر نقض قوانین، عامل شکاف بین فرماندهان و مسئولان رسمی و بدنه سالم و صادق نیروهای بسیج و سپاه دانست. وی در ادامه نوشت، «از آنجا که دامنه اقدامات غیرقانونی فوق مشخص نیست و بخشی از اعضای شعب اخذ رای و ناظران از حامیان نامزد خاص آنان انتخاب شده‌اند احتمال تصرف در آراء مردم اذهان را می‌آزارد.» لیکن خامنه‌ای در واکنش به این اعتراض‌ها با انتشار پیامی، نتایج شمارش آرا را تأیید و اعلام کرد که محمود احمدی‌نژاد با ۲۴ میلیون رأی پیروز انتخابات است. پس از تأیید نتایج توسط خامنه‌ای و اعلام نتایج توسط وزارت کشور میرحسین موسوی در نامه‌ای به علمای قم نوشت که تمامی راه‌ها برای احقاق حقوق مردم بسته شده، و از آنها خواست تا به مسئولان تذکر دهند.
محسن رضایی نیز پس از اعلام نتایج اعلام کرد که آرای او بسیار بیشتر از میزان اعلام شده است. بر اساس اعلام شورای نگهبان، رضایی تنها ۶۸۱٫۸۵۱ رأی آورده بود که همین موضوع سبب اعتراض او شد. هر چند او با گذشت چند روز از انتخابات و بروز ناآرامی‌ها، در نامه‌ای به شورای نگهبان، انصراف خود را به جهت مصلحت کشور از ادامه بررسی اعلام نمود.

## آغاز اعتراضات

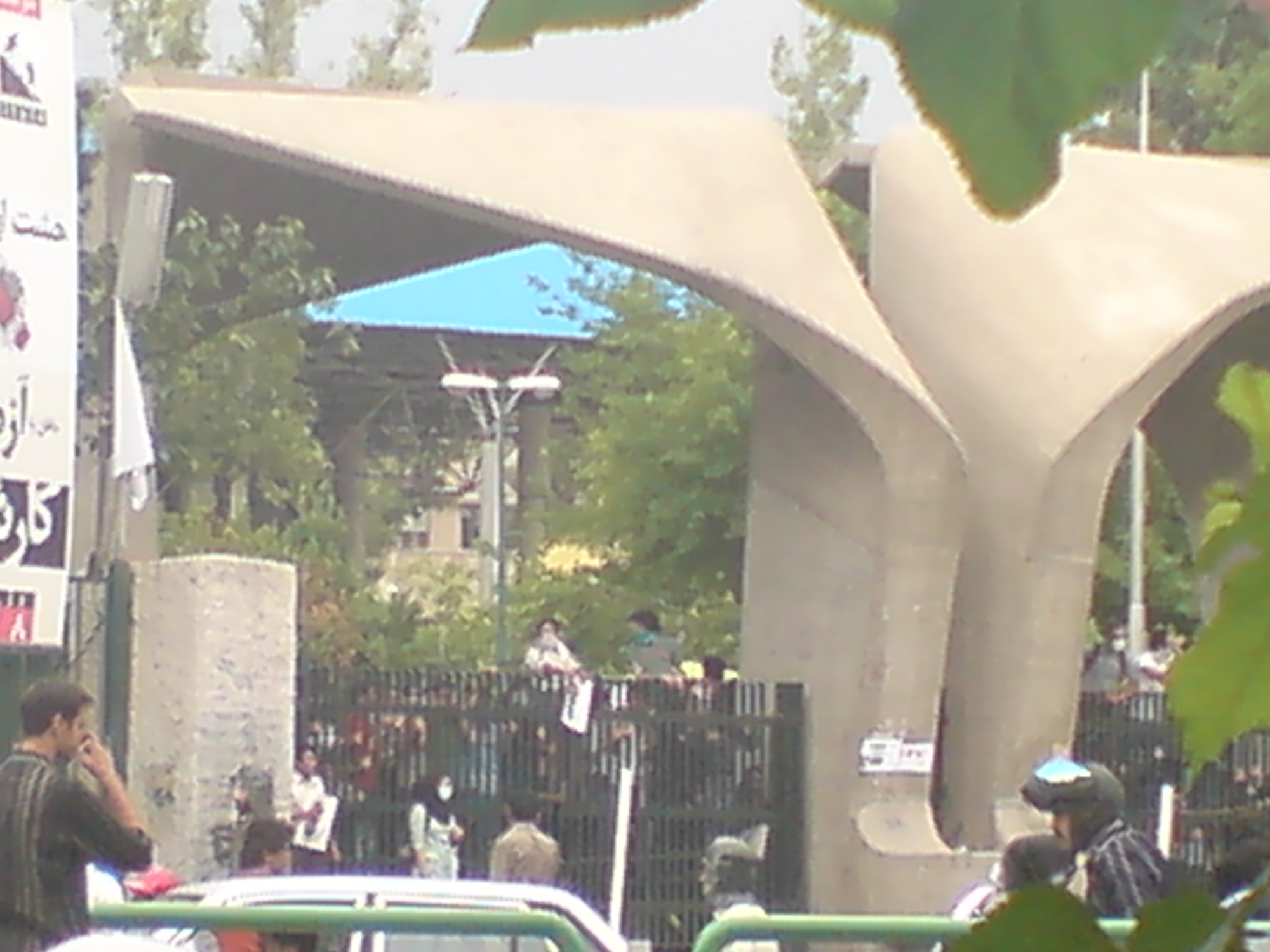
تجمع اعتراض‌آمیز دانشجویان دانشگاه تهران در روز ۲۴ خرداد

روز پس از انتخابات، تظاهراتی در خیابان‌ها و میدان‌های مختلف تهران و مشهد، توسط معترضان به نتایج اعلام شده و حامیان میرحسین موسوی رقیب اصلی احمدی‌نژاد در انتخابات، به راه افتاد. این تظاهرات در مقابل ساختمان وزارت کشور ایران، خیابان‌های ولیعصر، زرتشت، فاطمی، میدان انقلاب، میدان ونک و چهارراه جهان کودک و سایر نقاط به درگیری شدید معترضان با نیروهای پلیس و لباس شخصی انجامید. خبرگزاری آسوشیتدپرس این درگیری‌ها را «جدی‌ترین ناآرامی یک دهه گذشته در تهران» خواند. خبرگزاری فرانسه نیز خبری از درگیری طرفداران میرحسین موسوی و پلیس ضدشورش در مناطق مرکزی شهر تهران منتشر کرد. هزاران تظاهرکننده با راهپیمایی در خیابان‌های مختلف تهران ضمن آتش زدن چندین اتوبوس و سطل‌های بزرگ زباله اقدام به راه‌بندان خیابان‌ها کرده و علیه سید علی خامنه‌ای، شعارهای «مرگ بر دیکتاتور» سر دادند. تصاویر تکان دهنده‌ای از کتک زدن مردم توسط نیروهای نظامی، انتظامی و بسیج منتشر شد که به سرعت توسط رسانه‌های مطرح جهان بازنشر شد و منجر به تحریک شدید احساسات مردمی شد.
در پی بروز این ناآرامی‌ها در شامگاه شنبه تلفن‌های همراه تمام شبکه‌های مخابراتی کشور قطع گردید و ده‌ها تن از فعالان سیاسی سرشناس و اصلاح طلب بازداشت شدند. در میان این افراد، نام محمدرضا خاتمی، برادر سید محمد خاتمی که خود قبلاً نایب رئیس مجلس بود هم به چشم می‌خورد.
در روز ۲۴ خرداد و دومین روز از اعتراضات، محمود احمدی‌نژاد جشن پیروزی‌ای در میدان ولیعصر به راه انداخت و در این جشن او مخالفین خود را خس و خاشاک خواند. با این حال بار دیگر در تهران بین مردم و پلیس درگیری‌هایی ایجاد شد که این درگیری‌ها در اطراف دانشگاه تهران نیز جریان داشت.
علاوه بر ایران در بسیاری شهرهای دیگر دنیا از جمله لندن، کلن، برلین، پاریس، نیویورک، سیدنی، واشینگتن، لوس انجلس، ادمونتون، ونکوور، مونترال و تورنتو اجتماعات اعتراض‌آمیز تشکیل یافت.
در این روز مهدی کروبی اعلام کرد که به هیچ وجه از موضع خود کنار نخواهد کشید. سازمان مجاهدین انقلاب اسلامی نیز نتایج انتخابات را «کودتایی نرم علیه مردمسالاری» اعلام کرد. همچنین در این روز یک سری حملات اینترنتی به وب‌سایت‌های محمود احمدی‌نژاد، فارس نیوز و علی خامنه‌ای نیز انجام شد که به از کار افتادنشان انجامید.

## گسترش اعتراضات و راهپیمایی‌های بزرگ

یک نیروی بسیج عضو گردان ۱۱۷ عاشورا در تقاطع خیابان آزادی و خیابان جناح، در حال تیراندازی به معترضان.

در بامداد روز ۲۵ خرداد به کوی دانشگاه تهران، کوی دانشگاه صنعتی اصفهان و دانشگاه شیراز و برخی دانشگاه‌های دیگر ایران حمله شد و دانشجویان مورد ضرب و شتم قرار گرفتند و برخی نیز بازداشت شدند و خوابگاه دانشجویان تخریب شد. به گفته شاهدان عینی، دفتر تحکیم وحدت و برخی منابع دانشجویی در این حادثه چند نفر کشته و در حدود ۶۰ دانشجو بازداشت شده و مورد شکنجه و آزار قرار گرفتند. اما مقامات رسمی خبر کشته شدن دانشجویان را تکذیب کردند.
بعد از ظهر روز ۲۵ خرداد در خیابان آزادی تهران با افزون شدن لحظه به لحظه معترضان یک راهپیمایی میلیونی شکل گرفت که به بزرگ‌ترین راهپیمایی ضد دولتی پس از انقلاب ۱۳۵۷ بدل شد. موسوی و خاتمی نیز در این راهپیمایی شرکت کردند و در آن سخنرانی کردند. این راهپیمایی در نهایت با درگیری‌ای که در کنار یک پایگاه بسیج در میدان آزادی رخ داد، به خشونت کشیده شد و یکی از نیروهای بسیج به سوی مردم آتش گشود. رادیو دولتی ایران کشته شدن ۷ نفر را در این حادثه تأیید کرد. هم‌زمان با تظاهرات در ایران، ایرانیان خارج از کشور نیز به تجمعات اعتراضی خود در فرانسه، انگلیس و کانادا ادامه دادند.
در شهرتبریز هم، در خیابان‌های آزادی، چهارراه آبرسان، فلکه دانشگاه تجمعاتی شکل گرفته بود.

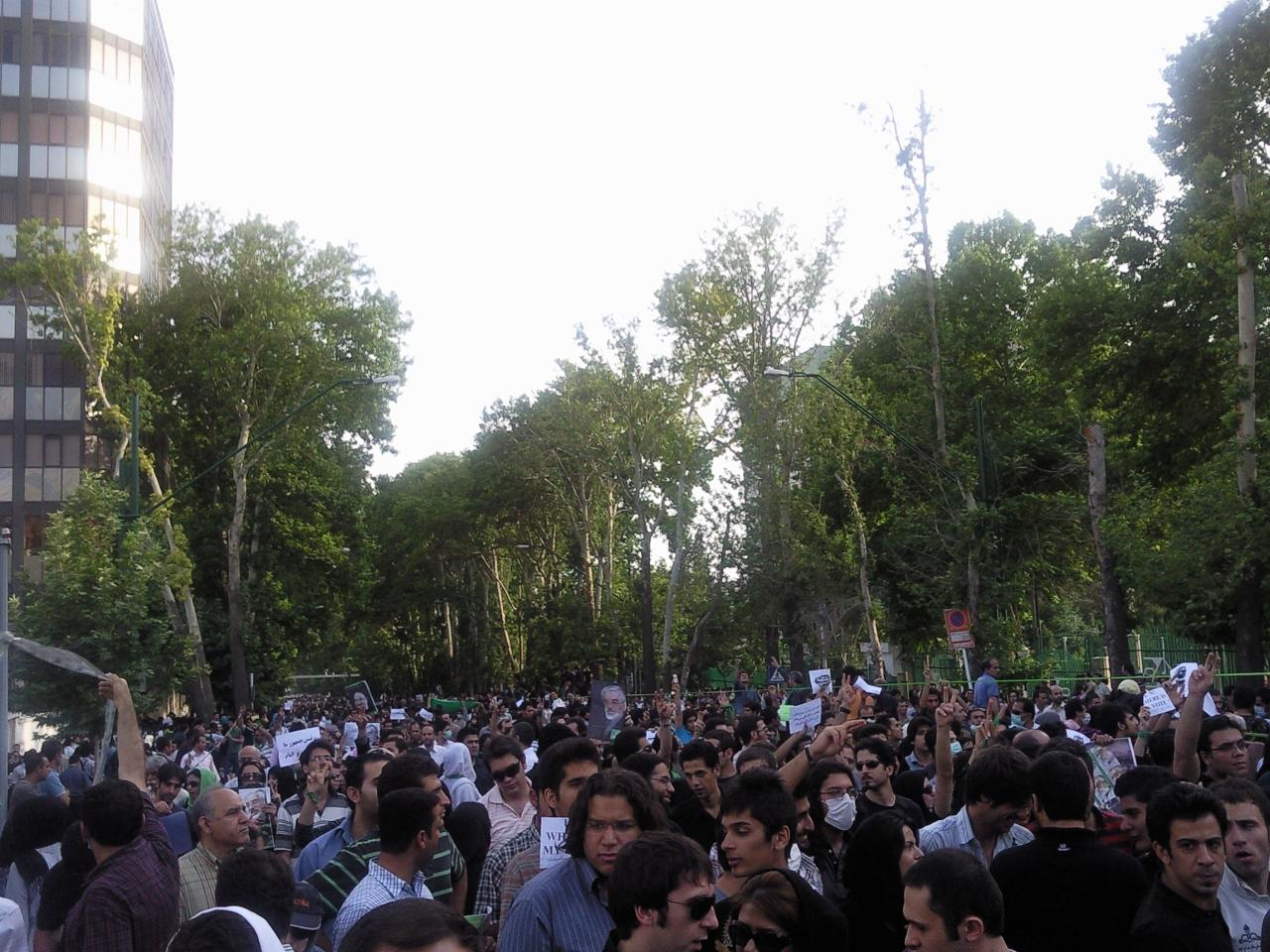
معترضان به نتیجه انتخابات که در ۲۶ خرداد در مقابل صدا و سیما به راهپیمایی پرداختند. محدودهٔ این تجمع از میدان ونک تا پارک‌وی در خیابان ولیعصر بود.

هرچند اعلام شد سفر احمدی‌نژاد به روسیه لغو شده است، نهایتاً این سفر انجام شد. وزارت ارشاد دولت احمدی‌نژاد نیز در نامه‌ای به تمام دفاتر رسانه‌های خارجی مقیم ایران آنان را از نشر اخبار اعتراضات مردمی منع کرد.
روز بعد (۲۶ خرداد)، صدها هزار تن از معترضان، از میدان ونک تهران به سمت میدان تجریش، با سکوت و بدون دادن شعار، راهپیمایی کردند. هم‌زمان به دعوت شورای هماهنگی سازمان تبلیغات اسلامی و اطلاعیه‌های مکرر صدا و سیمای جمهوری اسلامی، حدود ۲۰ هزار تن از حامیان احمدی‌نژاد برای محکوم کردن آنچه «اغتشاش‌های جاری» نامیده شد، در میدان ولی‌عصر تجمع کردند. معترضان به نتایج آرا تظاهرات‌هایی نیز در شهرستان‌های ایران از جمله مشهد برپا داشتند.
گزارش‌هایی از تخریب اموال عمومی توسط پلیس ارائه شد و حسینعلی منتظری در بیانیه‌ای به تغییر در آرای انتخابات و حمله به مردم اعتراض کرد. از سویی پزشکان و پرستاران بیمارستان رسول اکرم تهران نیز نسبت به تحت فشار بودن برای نوشتن علت مرگ افراد گلوله خورده به نام فوت شده در هنگام عمل جراحی اعتراض کردند. در صبح روز ۲۶ خرداد محمدعلی ابطحی، سعید حجاریان، محمد توسلی و عبدالفتاح سلطانی نیز دستگیر شدند.

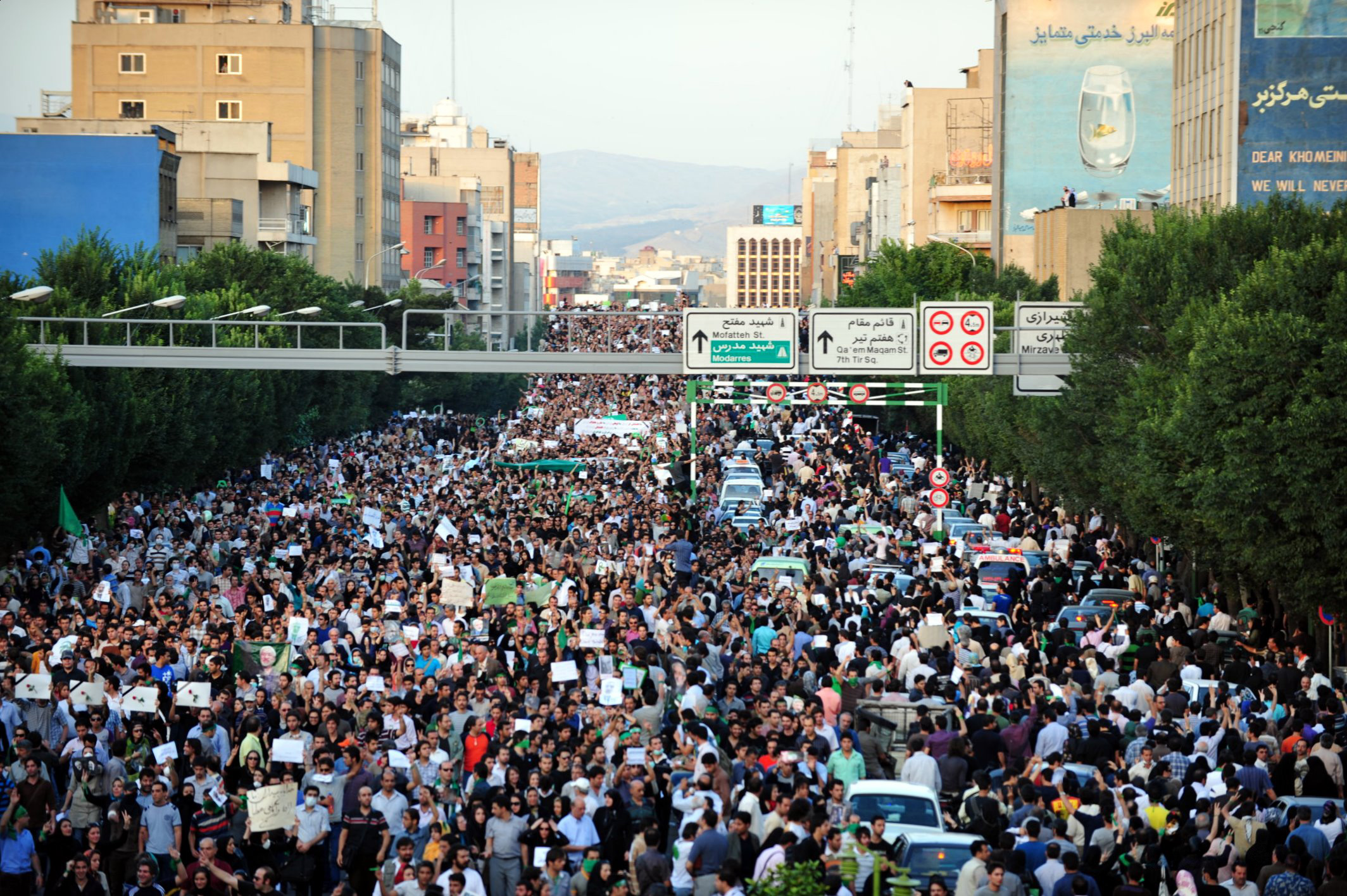
تظاهرات روز ۲۷ خرداد در خیابان کریم خان زند.

در روز ۲۷ خرداد ۱۳۸۸ حدود پانصدهزار نفر در میدان هفت تیر تهران و خیابان‌های اطراف آن راهپیمایی کردند. میرحسین موسوی نیز از مردم خواست تا برای همدردی با خانواده جانباختگان روز پنجشنبه در مساجد عزاداری کنند. مهدی کروبی نیز در این راهپیمایی حضور داشت و مردم را به شرکت در راهپیمایی روز جمعه با پوشیدن لباس سیاه دعوت کرد. مجمع روحانیون مبارز اعلام کرد که برای روز شنبه ۳۰ خرداد تقاضای مجوز کرده است. محسن رضایی در نامه‌ای به وزیر کشور بار دیگر خواستار ارائه نتایج شمارش صندوق‌های آرا شد. اما وزارت کشور این را رد کرد. محمدرضا جلائی‌پور (فرزند حمیدرضا جلایی‌پور) و ابراهیم یزدی نیز در این روز دستگیر شدند. میرحسین موسوی و محمد خاتمی در نامه‌ای مشترک خطاب به رئیس قوه قضائیه خواستار جلوگیری از برخورد خشونت‌آمیز با دستگیرشدگان و آزادی آنان شدند. در این روز سانسور شدیدی بر روزنامه‌ها اعمال شد چنان‌که چند روزنامه اصلاً چاپ نشد و فیلترینگ بیشتری بر اینترنت اعمال گردید.
در بازی فوتبال تیم ملی فوتبال ایران با کرهٔ جنوبی در مقدماتی جام جهانی تعدادی از بازیکنان تیم ملی ایران از جمله علی کریمی، مهدی مهدوی کیا، حسین کعبی، وحید هاشمیان، جواد نکونام و مسعود شجاعی به نشانه اعتراض به وضع موجود مچ‌بندهایی به رنگ سبز، نماد معترضان، بستند. گروهی از هنرمندان در پشتیبانی از حرکت اعتراضی مردم بیانیه‌ای صادر کردند. عزت‌الله انتظامی، داریوش مهرجویی، محسن مخملباف، از جمله امضاکنندگان این بیانیه بودند.
یک روز پس از آن (۲۸ خرداد) به دنبال فراخوان روز قبل میرحسین موسوی، ده‌ها هزار معترض، در مراسم بزرگداشت کشته‌شدگان راهپیمایی‌های روزهای قبل تهران، با پوشیدن لباس‌های سیاه، در میدان توپخانه تهران تجمع کرده و سپس در حالی که گل و شمع در دست داشتند به سمت میدان فردوسی راه‌پیمایی کردند. میر حسین موسوی با لباس سیاه در این تجمع سخنرانی کرد و بار دیگر کشته‌شدگان روزهای قبل را «شهید» خواند. در شهر شیراز نیز عده‌ای در شاهچراغ تجمعی اعتراضی برگزار شد.
یوسف صانعی و موسوی اردبیلی از مراجع تقلید شیعیان ایران، خشونت‌های اعمال شده علیه معترضان را محکوم کردند. هم‌زمان شورای نگهبان از کاندیداهای معترض به نتایج دعوت کرد تا در جلسه آتی این شورا شرکت کنند.
همچنین در این روز به خاطر خواندن گزارش حمله به کوی دانشگاه در مجلس درگیری لفظی ای به‌وجود آمد و شایعه‌ای مبنی بر کشته شدن فردی که گفته می‌شد آمار واقعی نتایج انتخابات را افشا کرده بود در کشور پخش شد. بازداشت فعالان سیاسی در این روز به‌طور وسیعتری ادامه یافت به‌طوری‌که به گفته برخی منابع نزدیک به ۵۰۰ نفر بازداشت شدند.
مجمع روحانیون مبارز (حامی موسوی) و حزب اعتماد ملی (حامی کروبی) دعوت به برگزاری تظاهرات آرام در اعتراض به برگزاری انتخابات در روز شنبه از میدان انقلاب به میدان آزادی کردند.

## رخدادهای ۲۹ خرداد
در روز جمعه ۲۹ خرداد سید علی خامنه‌ای در خطبه‌های نماز جمعه تهران با اشاره به وقایع پیش آمده و اعتراض‌هایی که نسبت به انتخابات وارد شده گفت که مسئولیت «خون‌ها و خشونت‌ها و هرج و مرج‌ها» بر عهده کسانی است که از تظاهرات‌ها پشتیبانی می‌کنند. وی گرچه از اتهامات وارد شده به هاشمی رفسنجانی در مناظرات تلویزیونی پیش از انتخابات، انتقاد به عمل آورد، اما اعلان داشت که خط فکری او به احمدی‌نژاد نزدیکتر است تا هاشمی رفسنجانی. در این روز مهدی کروبی به شورای نگهبان نامه‌ای نوشت و در آن خواستار ابطال انتخابات شد.

## رخدادهای ۳۰ خرداد
در ۳۰ خرداد (شنبه سیاه) هزاران تن از معترضان در خیابان‌های مختلف تهران به تظاهرات پرداختند. پلیس ضد شورش خیابان‌های انقلاب و کریمخان زند، میدان فردوسی، بلوار کشاورز و خیابان آزادی را به شدت تحت کنترل خود درآورده و هزاران پلیس و نیروی بسیج برای مقابله با تظاهرکنندگان به نتیجه انتخابات در این مناطق مستقر شده و به ضرب و شتم شدید معترضان پرداختند. بنابه گزارش برخی خبرگزاریها، بیمارستان‌های اطراف این خیابان پر از مجروح بودند و بر اثر تیراندازی عده‌ای به‌شدت زخمی شدند. کارکنان بیمارستان‌ها خبر از مرگ دست کم ۱۹ نفر دادند و برخی گزارش‌های تأیید نشده رقم کشته‌شدگان را ۱۵۰ تن اعلام کردند. همچنین «پایگاه بسیج در نواب» به آتش کشیده شد. میرحسین موسوی در جمع معترضان در خیابان آزادی حاضر شده و با گفتن اینکه «من غسل شهادت کرده‌ام»، دولت وقت را دولت کودتا نامید و آن را محکوم کرد. وی از مردم خواست تا در صورتی که او توسط مقام‌های امنیتی بازداشت شد، دست به اعتصاب سراسری بزنند.
در همین روز در اثر تیراندازی تعدادی کشته شدند از جمله در خیابان کارگر شمالی، یکی از معترضان به نام ندا آقا سلطان. فیلمی کوتاه از جان سپردن او که با تلفن همراه گرفته شده بود به‌سرعت در سراسر دنیا پخش شد و افکار عمومی مردم دنیا را معطوف به وقایع ایران نمود.
۵۷ حقوقدان ایرانی در بیانیه‌ای خواستار پایان دادن به خشونت علیه مردم شدند. رسانه‌های دولتی ایران نیز از یک بمب‌گذاری ناکام در داخل آرامگاه روح‌الله خمینی خبر دادند. در این حادثه فرد بمب‌گذار کشته شد و دونفر نیز زخمی شدند.
در این روز محمد قوچانی سردبیر روزنامه اعتماد ملی و چند خبرنگار دیگر بازداشت شدند. علی‌اصغر هادی‌زاده رئیس فدراسیون نابینایان و نماینده سابق مجلس نیز در تجمع میدان انقلاب دستگیر شد. فائزه هاشمی دختر اکبر هاشمی رفسنجانی نیز به همراه چند تن از اعضای خانواده‌اش موقتاً دستگیر شدند.
میرحسین موسوی در بیانیه‌ای جدید خطاب به ملت ایران اجتماعات مردم را مطابق با اصل ۲۷ قانون اساسی مشروع دانست و از صدا و سیما و نیروهای مسلح خواست نه تنها مردم را از این کار منع نکنند بلکه از آن‌ها حمایت کنند و به این کار تشویقشان کنند.

## رخدادهای ۳۱ خرداد
در روز ۳۱ خرداد به رغم وضعیت نظامی و امنیتی تهران و سرکوب روز قبل که تعدادی کشته بر جای گذاشت، تظاهرکنندگان به صورت پراکنده در خیابان‌های انقلاب و میدان ونک و میدان هفت تیر، علیه نتایج انتخابات شعار دادند و با نیروهای پلیس ضد شورش و لباس شخصی‌های سپاه و بسیج درگیر شدند. درگیری‌های مشابهی در میدان بهارستان گزارش شد و تعدادی از تظاهر کنندگان به سمت میدان ولیعصر حرکت کردند و هزاران تن از نیروهای بسیج و پلیس ضد شورش خیابان‌های اصلی را در کنترل خود گرفتند.
در همین روز میرحسین موسوی طی بیانیه شماره شش خود کشته‌شدن معترضان به نتایج انتخابات را سوگ‌آمیز خواند و محمد خاتمی نیز در بیانیه‌ای تأکید کرد که اعتراض مسالمت‌آمیز حق مردم است.
همزمان افزایش فشار بر مطبوعات اضافه گشت و خبرنگار بی‌بی‌سی نیز از ایران اخراج شد.

## رخدادهای ماه تیر
۱ تیر
- سرکوب معترضان در نقاط مختلف تهران: درگیریی‌هایی میان مردم و نیروهای امنیتی و لباس شخصی در نقاط مختلف تهران خصوصاً میدان هفت تیر، خیابان سنایی، کریم خان، پارک لاله و خیابان ولیعصر (مقابل جام جم) صورت گرفت.[۶۱]
- اتحادیه اروپا سفرای ایران در تمام کشورهای عضو این اتحادیه را احضار کرد.

۲ تیر
- سید علیرضا بهشتی شیرازی سردبیر روزنامه کلمه سبز به همراه فرزندش سید صدرا بهشتی شیرازی و ۲۵ روزنامه‌نگار و کارمند این روزنامه بازداشت شدند.[۶۲][۶۳] برخی رسانه‌ها وی را فرزند سید محمد حسینی بهشتی معرفی کردند. این درحالی است که سید علیرضا حسینی بهشتی، فرزند سید محمد حسینی بهشتی، مشاور موسوی و مدیر مسئول روزنامهٔ کلمهٔ سبز است.[۶۴]
- اعتصاب عمومی در کردستان[۶۵]
- در پی اخراج دو دیپلمات انگلیسی از ایران، آن کشور نیز دو دیپلمات ایرانی را اخراج کرد. همچنین بان کی مون دبیرکل سازمان ملل خواستار توقف خشونت و تهدید علیه مردم شد.[۶۶][۶۷]
- علی خامنه‌ای، رهبر ایران با درخواست احمد جنتی، دبیر شورای نگهبان قانون اساسی برای تمدید مدت زمان رسیدگی به شکایات انتخابات به مدت پنج روز دیگر موافقت کرد.[۶۸]
- وزارت کشور برای اولین بار در سی سال گذشته آرا را به تفکیک شعب اخذ رأی منتشر می‌کند.[۶۹]
- محسن رضایی در نامه‌ای به دبیر شورای نگهبان از پیگیری شکایت در شورای نگهبان انصراف داد.[۷۰]

۳ تیر
- تجمع معترضان در میدان بهارستان[۷۱][۷۲]
- دستگیری ۷۰ نفر از اساتید دانشگاه[۷۳][۷۴] ۶۶ نفر از آن‌ها روز بعد آزاد شدند.[۷۵]

۴ تیر
- حمله به منازل مسکونی[۷۶]

۵ تیر
- شورای نگهبان هیئت ویژه‌ای را برای رسیدگی به شکایات نامزدها تشکیل داد. اعضای این هیئت؛ علی‌اکبر ولایتی، غلامعلی حداد عادل، گودرز افتخار جهرمی، قربانعلی دری نجف آبادی، محمدحسین ابوترابی فرد و محمدحسن رحیمیان هستند.[۷۷]
- در ادامهٔ برخورد پلیس و سپاه با معترضان عده‌ای زخمی و تعدادی دستگیر شدند.[۷۸]

۷ تیر
- به دعوت خانواده سید محمد بهشتی[۷۹] و سایت‌های طرفدار میرحسین موسوی و به مناسبت سالگرد انفجار دفتر حزب جمهوری اسلامی، حدود سه‌هزار نفر از هواداران وی در مسجد قبا تجمع کردند.[۸۰][۸۱][۸۲]
- ۸ کارمند ایرانی سفارت بریتانیا در تهران بازداشت شدند.[۸۳] اتحادیه اروپا جمهوری اسلامی ایران را به دادن «پاسخی محکم و جمعی» در صورت آزار و ارعاب دیپلمات‌ها در تهران تهدید کرد.[۸۴]

۸ تیر
- احمد جنتی، دبیر شورای نگهبان، روز دوشنبه در نامه‌ای به وزیر کشور جمهوری اسلامی ایران، اعلام کرد که صحت دهمین دوره انتخابات ریاست جمهوری تأیید می‌شود.[۸۵][۸۶]

۱۵ تیر
- اتحادیهٔ رادیو و تلویزیون‌های اروپا صدا و سیمای جمهوری اسلامی ایران را از نشست خود در دانمارک حذف کرد.[۸۷]

۱۸ تیر
- راهپیمایی هزاران معترض در سالگرد هجده تیر[۸۸]

۲۶ تیر
- اقامه نماز جمعه به امامت هاشمی رفسنجانی و تظاهرات قبل و بعد از نماز جمعه

## مراسم «چهلم درگذشتگان» در ۸ مرداد
در شرایطی که با درخواست مشترک موسوی و کروبی برای برگزاری مراسم بزرگداشت کشته شدگان در چهلم ندا آقاسلطان مخالفت شده بود، این دو و هوادارانشان در بهشت زهرا و بر گور کشته‌شدگان حضور یافتند. تظاهرات‌هایی نیز در تهران و سایر شهرستان‌ها صورت گرفت. نیروهای امنیتی ضمن حمله به موسوی و کروبی آنان را وادار به خروج از بهشت زهرا کردند. آنان ضمن استفاده از گاز اشک‌آور و شلیک تیر هوایی در تهران عده‌ای را بازداشت کردند. در میان بازداشت شدگان جعفر پناهی و همسرش و برخی دیگر از چهره‌های سرشناس حضور داشتند.

## راهپیمایی روز قدس در ایران (۲۷ شهریور ۱۳۸۸)
در ادامه اعتراضات گسترده مردم به نتایجی که از سوی وزارت کشور در انتخابات دهم ریاست جمهوری و نحوه برگزاری این انتخابات و در شرایطی که همچنان عده کثیری از رهبران اصلاحات در بازداشت بودند. استراتژی معترضان مبنی بر استفاده از تظاهرات‌ها و تجمعات قانونی و مذهبی جمهوری اسلامی جهت اعلام حضور و بیان دیدگاه‌هایشان، برنامه‌ریزی و فراخوان‌های مختلفی برای حضور مردم در تظاهرات روز قدس در ۲۷ شهریور انجام شد.
این استراتژی پیش از این نیز در نمازجمعه ۲۶ تیر که به امامت هاشمی رفسنجانی اقامه شد با موفقیت انجام شده و به شرکت میلیون‌ها نفر از مردم در بزرگ‌ترین نمازجمعه تاریخ ایران منتهی گشت.
رسانه‌های حکومتی و نزدیک به دولت احمدی‌نژاد و خامنه‌ای اقدام به تهدید معترضان کرده و خامنه‌ای نیز نسبت به استفاده از این روز برای بیان دیدگاه‌های معترضان هشدار داده بود. امامت نماز جمعهٔ تهران برخلاف سنت سی‌سالهٔ پس از انقلاب به جای هاشمی رفسنجانی به احمد خاتمی محول شد و محمود احمدی‌نژاد نیز سخنران پیش از خطبه بود.
ولی با این وجود در روز قدس صدها هزارتن از گروه‌های طرفدار جنبش سبز در تظاهراتی در تهران شرکت کردند. در تظاهرات‌های مشابه در شهرهای شیراز، اصفهان، اهواز، مشهد، تبریز، کرمانشاه و رشت، شعارهایی به نفع میرحسین موسوی و مهدی کروبی سر داده شد.

## در دانشگاه‌ها
هواداران جنبش سبز در آغازین روزهای سال تحصیلی ۱۳۸۸ چندین تجمع و راهپیمایی اعتراضی را در دانشگاه‌های ایران بر پا کردند که برخی از آن‌ها به خشونت کشیده شد.

## تظاهرات هواداران جنبش سبز در ۱۳ آبان ۱۳۸۸

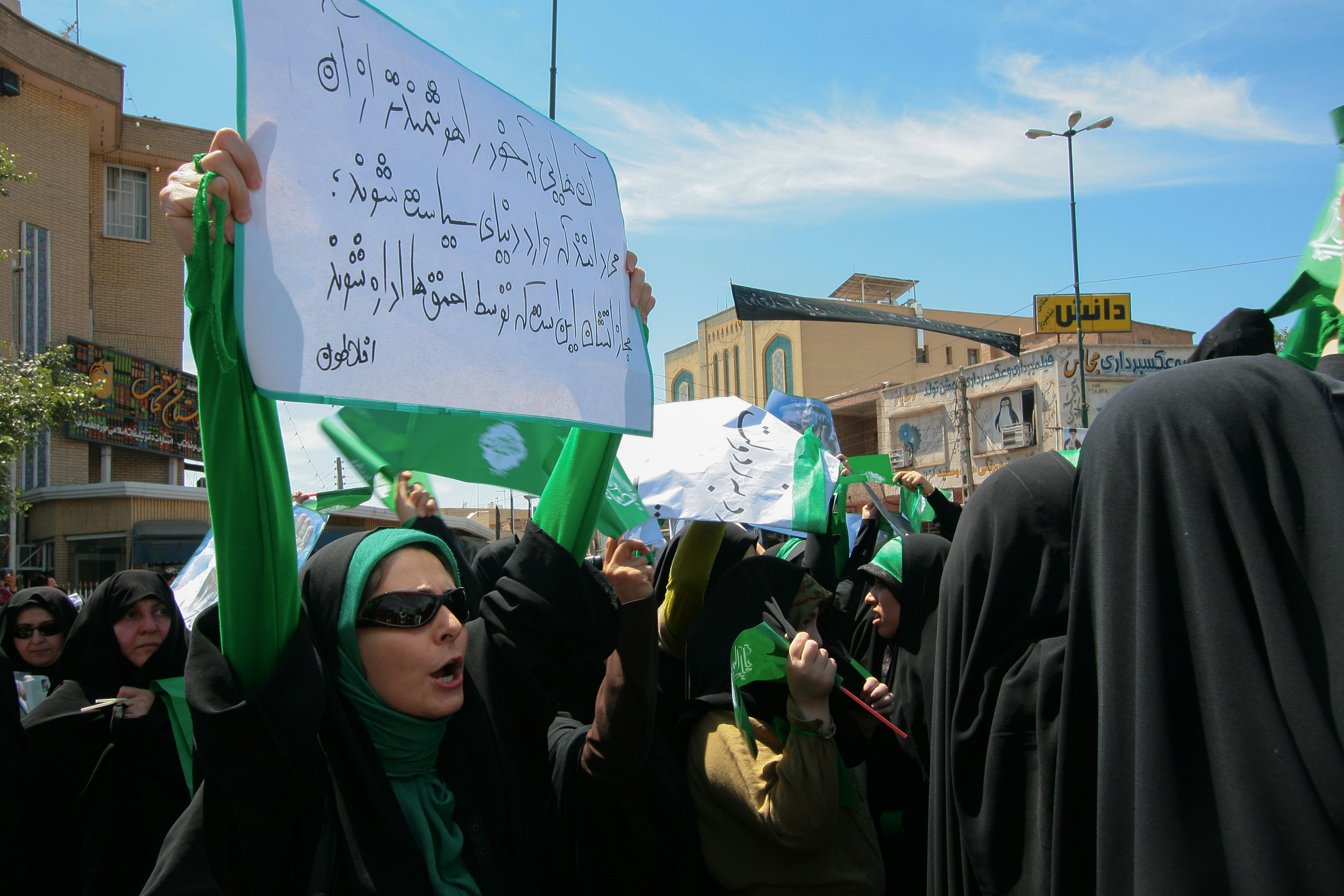
یک دختر هوادار میرحسین موسوی در راهپیمایی حمایتی در شهر قم

تظاهرات ۱۳ آبان در ایران (۱۳۸۸)، تظاهراتی بود که در روز ۱۳ آبان ۱۳۸۸ در نقاط مختلف ایران صورت گرفت. مخالفان دولت احمدی‌نژاد که در این تظاهرات شرکت کرده بودند، با برخورد شدید نیروهای امنیتی مواجه شدند و نیروهای امنیتی با باتوم و گاز اشک‌آور به تظاهرکنندگان هجوم بردند. معترضان شعارهای علیه دیکتاتوری و روسیه سر دادند.

## تظاهرات ۱۶ آذر
تظاهرات هواداران جنبش سبز در ۱۶ آذر ۱۳۸۸، تظاهراتی اعتراضی بود که در ۱۶ آذر ۱۳۸۸ در روز دانشجو در ایران با حضور ده‌ها هزار نفر از مردم و دانشجویان برگزار شد.
گزارش‌ها از تهران حاکی از برگزاری تظاهراتی از سوی صدها دانشجو «در هر یک از دانشگاه‌های تهران» بود. نیروهای امنیتی و نظامی با هزاران معترضی که در بیرون از دانشگاه تهران شعار «مرگ بر دیکتاتور» سر می‌دادند درگیر شدند، آن‌ها در تظاهرات روز دانشجو با باتوم مردم را می‌زدند و گاز اشک‌آور شلیک می‌کردند. این تجمع بزرگ‌ترین تظاهرات در ماه‌های اخیر بود، که توانست ده‌ها هزار نفر را برای راهپیمایی در بیش از دوازده دانشگاه در سرتاسر کشور و نیز در چندین میدان تهران، با نقش‌آفرینی دانشجویان -به عنوان حامی اصلی جنبش اصلاح‌طلبی- به بیرون بیاورد.
در تهران، درابتدا هزاران تن از نیروهای پلیس ضد شورش و سپاه پاسداران دانشگاه تهران را محاصره کردند، سپس نیروهای امنیتی و بسیج به هزاران تظاهرات‌کننده با باتوم و گاز اشک‌آور حمله کردند. در جریان این تظاهرات بیش از ۲۰۰ نفر بازداشت شدند. این تظاهرات در بیش از دو هزار رسانه جهانی بازتاب یافت.

## اعتراضات مردمی در مراسم درگذشتحسینعلی منتظری
در مراسم درگذشت منتظری اعتراضات و تظاهراتی صورت گرفت. این مراسم با حضور صدها هزار نفر از مردم که از سراسر ایران به قم آمده بودند آمده بودند برگزار شد.
از ساعت ۹ صبح تمامی خیابان‌های منتهی به بیت حسینعلی منتظری و آرامگاه فاطمه معصومه مملو از جمعیت شده بود. سیل جمعیت به حدی بود که پس از گذشت حدود سی دقیقه از خروج جنازه از خانه منتظری فقط ۲۰۰ متر پیشروی کرده بود. جمعیت عزادار با حمل نمادهایی سبز شعارهایی مانند «الله اکبر، لا اله الا الله»، «یا حجت بن الحسن ریشه ظلم را بکن»، «سید حسن خمینی تسلیت تسلیت»، «صانعی تسلیت تسلیت، موسوی کروبی تسلیت تسلیت»، «عزا عزاست امروز روز عزاست امروز ملت سبز ایران صاحب عزاست امروز، عزا عزاست امروز روز عزاست امروز فقیه نستوه ما پیش خداست امروز» سر دادند. به گزارش حاضران، «حضور نیروهای امنیتی» بسیار چشم گیر است.
بعد از دفن پیکر منتظری در «حرم فاطمه معصومه» جمعیت در خیابان‌های اطراف به ویژه خیابان ارم مشغول راهپیمایی و سردادن شعارهای تند سیاسی هستند. مردم شعار می‌دادند «تسلیت کینه‌ای نمی خوایم، نمی خوایم»، «منتظری نستوه راهت ادامه دارد، حتی اگر دیکتاتور بر ما گلوله بارد»، «منتظری مظلوم، آزادیت مبارک»، «منتظری نمرده، این دولته که مرده»، «دیکتاتور دیکتاتور، منتظری راهش ادامه دارد»، «موسوی کروبی تسلیت تسلیت».
نیروهای «امنیتی و انتظامی» پس از پایان مراسم تشییع پیکر منتظری «با مردم درگیر» شدند. ساعتی پس از دفن، «گروه‌هایی از بسیجیان و طلاب» با شعارهایی در حمایت از رهبری و علیه معترضان به سمت بیت حسینعلی منتظری حرکت کردند. از سوی دیگر معترضان و هواداران منتظری متقابلاً شعارهایی دادند. در این میان طرفین «اقدام به پرتاب اشیا به سوی یکدیگر» کردند که با دخالت پلیس به قصد جدا کردن، دو طرف به شعارهای خود ادامه دادند.
فرزند حسینعلی منتظری از جمعیت حاضر «موکداً خواست تا آرامش را حفظ» کنند این شعارها در ساعت ۱۱:۱۵ پیش از ظهر رو به آرامی رفت.

### چهره‌های سیاسی و مذهبی حاضر در تشییع جنازه منتظری
برخی از چهره‌های سیاسی و مذهبی همچون میرحسین موسوی، مهدی کروبی، ابراهیم امینی (امام جمعه قم)، جلال‌الدین طاهری (امام جمعه پیشین اصفهان)، سید محمدکاظم موسوی بجنوردی، سیدعلی خمینی (نوه روح‌الله خمینی)، علی اکبر محتشمی، هادی غفاری، مصطفی معین، اشرفی اصفهانی، احمد مسجدجامعی و ... از چهره‌های حاضر در آیین تشییع بودند. نماینده سید محمد خاتمی و نمایندگانی از سوی هاشمی رفسنجانی هم در مراسم تشییع جنازه حضور داشتند.

## تظاهرات هواداران جنبش سبز در تاسوعا و عاشورا
تظاهرات هواداران جنبش سبز در تاسوعا و عاشورا، تظاهراتی بود که در روز تاسوعا، شب عاشورا، روز عاشورا، و شام غریبان در شهرهای مختلف ایران برگزار شد.
این تظاهرات در روز عاشورا به شکلی گسترده و با حضور میلیونی مردم در شهر تهران و سایر شهرهای ایران صورت گرفت. درگیری‌های روز عاشورا، خونین‌ترین مواجهه بین مردم و نیروهای امنیتی ایران از زمان آغاز اعتراضات به نتیجه انتخابات ریاست جمهوری خوانده شد.
از اتفاقات مهم دیگر که در تاسوعا و عاشورا رخ داد و خبرگزاری‌های داخلی و خارجی نیز آن را پوشش خبری دادند؛ استعفای محمدرضا حیدری دیپلمات ارشد ایران در اسلو نروژ بود. وی به دلیل خشونت حاکمیت در قبال تظاهرات میلیونی مردم استعفا داده و به جنبش سبز پیوست. محمدرضا حیدری اولین و بلندپایه‌ترین مقام دولتی ایران بود که واکنش اعتراضی خود را از طریق استعفا در دید عموم قرار داد.

## تظاهرات هواداران جنبش سبز در ۲۲ بهمن ۱۳۸۸
تظاهراتی بود که با دعوت گروه‌های اصلاح‌طلب، هم‌زمان با تظاهرات هرسالهٔ جشن پیروزی انقلاب در تاریخ ۲۲ بهمن ۱۳۸۸ توسط هوادران جنبش سبز صورت گرفت. این تظاهرات با حمله نیروهای امنیتی به سران اصلاح‌طلب و مردم و دستگیری عده‌ای همراه بود.
علاوه بر راهپیمایی‌های دولتی، بسیاری از معترضان اعلام کردند که قصد دارند در روز ۲۲ بهمن دست به راهپیمایی اعتراضی بزنند.
نیروهای سپاه و بسیج به همراه لباس شخصی‌ها تا روز تظاهرات ۲۲ بهمن، در هشت ماهی که از آغاز اعتراض‌ها به نتایج انتخابات ریاست جمهوری گذشته بود، با سرکوب معترضان کوشیدند تا مانع گسترش این تظاهرات‌ها بشوند. معترضان در این مدت با استفاده از ایامی که راهپیمایی‌های دولتی برگزار می‌شود، این روزها را تحت تأثیر حضور خود قرار می‌دادند. پیش از تظاهرات ۲۲ بهمن، مراسم روزهای «قدس» و «۱۳ آبان» تحت‌الشعاع راهپیمایی معترضان قرار گرفته بود. در راستای این تظاهرات در روز دهم ماه محرم، هم‌زمان با برگزاری مراسم عاشورا در تهران و برخی شهرستان‌های دیگر نیروهای انتظامی و امنیتی با معترضان درگیر شدند که به‌گفتهٔ مقامات ایرانی در تاریخ ششم دی ماه و حضور معترضان در مراسم عاشورا دست کم هفت نفر کشته و بیش از هزار نفر بازداشت شدند.

## اعتراضات جنبش سبز در چهارشنبه‌سوری ۱۳۸۸
اعتراضاتی بود که در ۲۶ اسفند ۱۳۸۸ هم‌زمان با چهارشنبه‌سوری توسط هواداران جنبش سبز صورت گرفت.
میرحسین موسوی، مراسم چهارشنبه‌سوری را یادمان جشنواره نور علیه تاریکی خواند و از هواداران و دلبستگان جنبش سبز خواست تا نه به لباس و نماد که به اخلاق سبز باشند و مزاحمتی برای دیگران فراهم نکنند.
در ۲۰ اسفند ۱۳۸۸، زهرا رهنورد استاد دانشگاه و از مخالفان دولت ایران تأکید کرد که اگر در مراسم چهارشنبه‌سوری خشونتی رخ دهد از سوی «حاکمیت» است. وی گفت که به پاس نوروز «جنبش سبز» در روز چهارشنبه سوری شاد و سرفراز خواهد بود. او افزود: «یاد نداها، سهراب‌ها، سیدعلی‌ها، اشکان‌ها و روح‌الامینی‌ها و… را گرامی خواهیم داشت و هیچ گونه تندی و خشونتی نخواهیم ورزید.»

## اعتراضات جنبش سبز در ۲۵ بهمن ۱۳۸۹
اعتراضات جنبش سبز در ۲۵ بهمن ۱۳۸۹، به مجموعه تظاهرات‌هایی گفته می‌شود که در شهرهای مختلف ایران با شرکت قشرها مختلف مردم در تاریخ ۲۵ بهمن ۱۳۸۹ برای اعلام همبستگی با اعتراضات مردم تونس و مصر، بعد از راهپیمایی حامیان حکومت در ۲۲ بهمن بود.
گزارش‌های مختلف از تهران، اصفهان، شیراز، مشهد رشت وکرمانشاه ازحضور مردم در خیابان‌ها خبر می‌داد. در تهران و در ساعت‌های اولیه تظاهرات به صورت آرام و پراکنده و بدون زدوخورد انجام می‌شد. پس از آن با حملهٔ نیروهای پلیس ضد شورش، لباس شخصی‌ها و گارد ویژه به تظاهرکنندگان، این اعتراضات به خشونت کشیده شد. این تظاهرات با اعلام میرحسین موسوی و مهدی کروبی مبنی بر درخواست مجوز از وزارت کشور در تاریخ ۱۶ بهمن ۱۳۸۹ برنامه‌ریزی شد.

## اعتراضات جنبش سبز در ۱ اسفند ۱۳۸۹
اعتراضات جنبش سبز در ۱ اسفند ۱۳۸۹ به مجموعه تظاهراتهایی گفته می‌شود که در شهرهای مختلف ایران در روز ۱ اسفند ۱۳۸۹ اتفاق افتاده است. معترضان برای گرامی‌داشت کشته‌شدگان روز ۲۵ بهمن (محمد مختاری و صانع ژاله) و اعتراض به وضع موجود در شهرهایی نظیر تهران، شیراز، اصفهان، رشت، مهاباد و زاهدان کرمانشاه در تظاهرات شرکت کردند. در شهر تهران در بعضی از نقاط این اعتراضات با دخالت نیروهای امنیتی به ضرب‌وشتم مردم شرکت‌کننده ختم شده است. این دومین تظاهرات جنبش سبز در سال ۱۳۸۹ می‌باشد.

## اعتراضات جنبش سبز در ۱۰ اسفند ۱۳۸۹
اعتراضات جنبش سبز در ۱۰ اسفند ۱۳۸۹ به مجموعه تظاهراتی گفته می‌شود که در شهرهای مختلف ایران در روز ۱۰ اسفند ۱۳۸۹ اتفاق افتاده است. این اعتراضات به دعوت شورای هماهنگی راه سبز امید برای حمایت از میرحسین موسوی و مهدی کروبی و ادامه حصر خانگیها و بازداشت آن‌ها صورت گرفته است.
این اعتراضات در شهرهای مختلف ایران نظیر تهران، شیراز، اصفهان، مشهد، کرج، سمنان و کرمانشاه صورت گرفته است که میان معترضان و مأموران امنیتی یا مأموران لباس شخصی زد و خوردهایی رخ داده است.

## اعتراضات جنبش سبز در ۱۷ اسفند ۱۳۸۹
اعتراضات جنبش سبز در ۱۷ اسفند ۱۳۸۹ به مجموعه تظاهراتی گفته می‌شود که در روز ۱۷ اسفند ۱۳۸۹ اتفاق افتاده است. این اعتراضات که مقارن با هشتم مارس روز جهانی زن به دعوت شورای هماهنگی راه سبز امید برای حمایت از میرحسین موسوی و مهدی کروبی و اعتراض به وضعیت نامعلوم آن‌ها صورت گرفته است.
این اعتراضات در شهر تهران صورت گرفته است. در خیابان‌های مختلف شهرهای تهران، بابل، شیراز و مشهد نیروهای ضد شورش به صورت گسترده مستقر شده بودند. که با بازداشت جمعی از مردم از جمله زنان به پایان رسیده است.

## اعتراضات جنبش سبز در چهارشنبه‌سوری ۱۳۸۹
اعتراضات جنبش سبز در چهارشنبه‌سوری ۱۳۸۹، اعتراضاتی بود که در ۲۴ اسفند ۱۳۸۹ هم‌زمان با چهارشنبه‌سوری توسط هواداران جنبش سبز صورت گرفت. این اعتراضات به دعوت شورای هماهنگی راه سبز امید برای حمایت از میرحسین موسوی و مهدی کروبی و اعتراض به وضعیت نامعلوم آن‌ها صورت گرفت.
این اعتراضات در شهرهای مختلف ایران نظیر تهران، شیراز، سنندج، اصفهان، مشهد، کرج، سمنان، اراک، زاهدان، آبادان، کرمانشاه، آمل، سنندج، اهواز، رشت، مریوان، مهاباد و سردشت صورت گرفت که میان معترضان و مأموران امنیتی زد و خوردهایی رخ داد.

## اعتراضات جنبش سبز در ۲۲ خرداد ۱۳۹۰
اعتراضات جنبش سبز در ۲۲ خرداد ۱۳۹۰ به مجموعه تظاهراتی گفته می‌شود که در روز ۲۲ خرداد ۱۳۹۰ اتفاق افتاد. این اعتراضات مقارن با دومین سالگرد انتخابات ریاست جمهوری ایران (۱۳۸۸) بود و به دعوت شورای هماهنگی راه سبز امید صورت گرفت. این تظاهرات از سوی شورای هماهنگی راه سبز امید، راهپیمایی سکوت نام گرفت.
این اعتراضات در شهرهای مختلف ایران نظیر تهران، شیراز، قزوین، رشت، اصفهان، اهواز، مشهد و بابل صورت گرفت که میان معترضان و مأموران امنیتی، لباس شخصی، یگان ویژه ناجا، نیروی انتظامی و بسیج زد و خوردهایی رخ داد.

## کشته‌شدگان
در پی سرکوبی معترضان توسط نیروهای پلیس و شبه نظامی و ضرب و شتم و تیراندازی آنان، تعدادی از معترضان به ویژه در روزهای ۲۵ و ۳۰ خرداد و روزهای پس از آن کشته و زخمی شدند. عده‌ای از معترضان نیز پس از بازداشت در برخی بازداشتگاه‌ها از جمله کهریزک به قتل رسیدند. درحالی‌که آمار رسمی دولت خبر از کشته شدن دست کم ۳۰ تن در این رویدادها می‌دهند، گروه‌های مدافع حقوق بشر و همچنین خبرگزاری‌های غیررسمی تعداد کشته شدگان را رقمی بسیار بیشتر می‌دانند. با این حال کمیته پیگیری میرحسین موسوی و مهدی کروبی در شهریور ماه ۱۳۸۸، فهرستی شامل نام ۷۲ تن از کسانی که در خشونت‌های پس از انتخابات کشته شدند را به مجلس شورای اسلامی ارائه کرد. شمار زیادی از این افراد که علت مرگ آن‌ها قید شده است به وسیله گلوله کشته شده و شمار قابل توجهی نیز بر اثر ضرب و شتم و از جمله اصابت باتوم جان خود را از دست داده‌اند و از این تعداد هفت نفر در حمله نیروهای امنیتی به کوی دانشگاه تهران از شامگاه روز ۲۴ خرداد تا بامداد ۲۵ خرداد جان باختند. مرگ عده‌ای نیز بر اثر ضرب و جرح و بدرفتاری زندانبانان با آنان در بازداشتگاه‌هایی از جمله بازداشتگاه کهریزک بوده است.
هواداران دولت مدعی شدند بسیاری از این کشته شدگان جزو نیروهای بسیج بوده‌اند.

## بازداشت شدگان
به‌گفتهٔ رادیو زمانه، طی ده روز پس از انتخابات حداقل ۸۰۰ نفر از فعالان سیاسی، اجتماعی، حقوق بشر، روزنامه‌نگاران، اساتید دانشگاه‌ها، دانشجویان و شهروندان دیگر بازداشت شده‌اند.
به گفته محمدرضا حبیبی دادستان اصفهان تنها در روز اول اعتراضات در این شهر نزدیک به ۳۰۰ نفر بازداشت شدند که بیست نفر از آن‌ها تا روز سوم تیر همچنان در بازداشت هستند.
در روز هشتم تیرماه هاشمی شاهرودی هیئت ویژه‌ای را برای تعیین تکلیف بازداشت شدگان متشکل از دری نجف‌آبادی، رئیسی و پورمحمدی تشکیل داد.
محمدرضا تابش رئیس فراکسیون خط امام مجلس در هفده تیرماه از قول دادستان کل کشور گفت: «در جریان حوادث پس از انتخابات حدود دو هزار و پانصد متهم دستگیر شدند که حدود دو هزار نفر تاکنون آزاد شده‌اند.»
علیرضا جمشیدی سخنگوی قوه قضائیه هم تعداد بازداشت شدگان را چهار هزار نفر اعلام کرد.

## بیانیه‌های میرحسین موسوی
پس از اعلام نتایج انتخابات دهم و اعتراضات گسترده مردم میرحسین موسوی اقدام به نوشتن بیانیه‌هایی اعتراضی کرد. این بیانیه‌ها حاوی مسائلی چون تقلب در انتخابات، مخالفت با دولت محمود احمدی‌نژاد، اعتراض به عملکرد شورای نگهبان، حمایت از حرکت‌ها و اعتراضات مردمی، احقاق حقوق مردم معترض، جان‌باختگان، بازداشت‌شدگان و آسیب‌دیدگان اعتراضات پس از انتخابات است. بیانیه‌های میر حسین موسوی در اتفاقات و روزهای مهمی چون هفته آخر خرداد، حوادث تیر ماه، روز قدس، روز دانش آموز، روز بسیج، روز دانشجو، مراسم چهلم جان‌باختگان اعتراضات پس از انتخابات، بازگشایی مدارس و دانشگاه‌ها نوشته شد. این بیانیه‌ها نقش مهمی در اعتراضات گسترده مردمی در ماه‌های پس از انتخابات داشته است.

### درخواست محاکمهٔ میرحسین موسوی
در یازدهم تیرماه صد تن از نمایندگان مجلس در نامه‌ای به قوه قضائیه خواستار محاکمهٔ به نوشته آن‌ها «عوامل اغتشاشات» اخیر شدند. سلمان ذاکر، نماینده ارومیه و عضو کمیسیون قضایی مجلس، از شکایت نمایندگان از میرحسین موسوی خبر داد.
وی میرحسین موسوی را به «اقدام علیه امنیت کشور، اخلال در نظم عمومی و تشویش اذهان عمومی» متهم کرد. همزمان، نیروی شبه‌نظامی بسیج نیز خواستار محاکمهٔ میرحسین شد.

## شکنجهٔ دستگیرشدگان
دیده‌بان حقوق بشر به نقش سعید مرتضوی دادستان مطبوعات پیرامون اعتراف‌گیری از دستگیرشدگان اشاره کرده است که پیش از این نیز بسیاری از پروژه‌های اعتراف‌گیری تحت شکنجه را مدیریت کرده است. دیده‌بان حقوق بشر معتقد است: جمهوری اسلامی ایران به جای اینکه خود را درخصوص آنچه که در خیابان‌های تهران در روز بیستم ژوئن رخ داد پاک کند، به‌شدت مشغول است تا از مسوولیتی که نیروهای امنیتی برای کشتن معترضان داشتند شانه خالی کند. این بسیار روشن است که رهبر ایران پیام قوی‌ای به نیروهای امنیتی فرستاده که صرف نظر از سطح خشونتی که اعمال می‌کنند به اعتراضات خاتمه بدهند.  سعید مرتضوی به عنوان مسئول بازجویی از بازداشت‌شدگان منصوب شده است.
هم چنین مهدی کروبی پس از نوشتن نامه‌ای به هاشمی رفسنجانی در رابطه با شکنجه بازداشت شدگان پس از انتخابات، با ارائه مستنداتی نظیر فیلم، CD، نظرات پزشکان و اسناد گواهی پزشکی قانونی از بازداشت شدگان آسیب دیده پس از انتخابات مانند ترانه موسوی به صادق لاریجانی رئیس قوه قضاییه، خواستار تشکیل کمیته‌ای ویژه جهت رسیدگی به تخلفات صورت گرفته پس از انتخابات در زندان‌های ایران به ویژه بازداشتگاه کهریزک شد. او هم چنین از ملاقات یکی از بازداشت شدگان آسیب دیده پس از انتخابات با علی مطهری خبر داد.
به گزارش نهادهای حقوق بشری تعداد زیادی از دستگیرشدگان به سوله کهریزک منتقل و تحت شکنجه قرار گرفته‌اند.

## اعترافات و شکنجه روحی

### مازیار بهاری
مازیار بهاری خبرنگار ایرانی کانادایی شبکه چهار انگلیس و نیوزویک که در اولین روزهای درگیری‌ها بازداشت شده بود، در یک نشست خبری به ارسال گزارش‌هایی خلاف امنیت ملی ایران اعتراف کرد و از برنامه انقلاب رنگین رسانه‌های خارجی و جاسوسی خبرنگاران خارجی در ایران خبر داد. او پس از خروج از ایران در مصاحبه‌ای اعلام کرد که بازجو، او را با کمربند کتک می‌زده و همچنین شکنجه روحی می‌داده است و از او دربارهٔ رابطه جنسی اش سؤال می‌کرده است.

### امیرحسین مهدوی
در ششم تیرماه امیرحسین مهدوی روزنامه‌نگار و عضو شورای مرکزی سازمان مجاهدین انقلاب اسلامی ناگهان در محل خبرگزاری ایسنا حاضر شد و در یک کنفرانس مطبوعاتی با حضور نمایندگان خبرگزاری‌های مختلف شرکت کرد و بدون مقدمه میر حسین موسوی را متهم کرد که در کنار گروه‌های سلطنت طلب، ضدانقلاب و معاند قرار گرفته است. او افزود القای تقلب در انتخابات از قبل از انتخابات برنامه‌ریزی شده بوده است. به دنبال این مصاحبه، برخی سایت‌های منتقد دولت مدعی شدند این مصاحبه با فشار سیاسی و پس از دو هفته بازداشت او صورت گرفته است. به گفته وبگاه فراکسیون خط امام مجلس در دو هفته اخیر کوچک‌ترین خبری از مهدوی در دست نبوده است و نمابر برگزاری نشست مطبوعاتی مهدوی توسط یک مقام قضایی ارسال شده است. وی در مصاحبه با خبرگزاری فارس اعلام کرد که «یک دقیقه هم بازداشت نبوده است». روزنامه اندیشه نو در پاسخ به درج مطلبی از خبرگزاری فارس مبنی بر سر دبیری امیر حسین مهدوی برای این روزنامه اعلام کرد که امیرحسین مهدوی هیچ سمتی در روزنامه اندیشه نو نداشته است

## واکنش مراجع تقلید و روحانیون

حسینعلی منتظری در بخشی از نامه‌ای که به تاریخ ۲۲ شهریور ۱۳۸۸ خطاب به مراجع نوشت چنین گفت: عجب این که حاکمیت با تکیه بر نیروی نظامی و انتظامی و کشیدن اسلحه بر روی مردم بی‌پناه و بی سلاح آنان را شهید یا زندانی نموده ولی در نهایت مردم را محارب نامیدند. خود بحران ایجاد کرده و نظام را به مخاطره انداخته ولی مردم و پایه‌گذاران نظام را اغتشاشگر و مخالف نظام می‌نامند.

برخی مراجع تقلید و روحانیون حوزه علمیه قم، از نتایج انتخابات و سرکوب معترضان توسط نیروهای امنیتی و همچنین بازداشت و اعتراف‌گیری از اصلاح طلبان و دیگر معترضان انتقاد به عمل آورده و نسبت به این وقایع واکنش نشان دادند. از آن جمله می‌توان حسینعلی منتظری، یوسف صانعی، ناصر مکارم شیرازی، بیات زنجانی، عبدالکریم موسوی اردبیلی، جوادی آملی، صافی گلپایگانی و شبیری زنجانی را نام برد، همچنین سه تن از امامان جمعه قم به مدت دو هفته از شرکت در نماز جمعهٔ این شهر خودداری کردند. در مقابل برخی از روحانیون حامی دولت چون احمد خاتمی و محمد یزدی، اصلاح طلبان و برگزار کنندگان راهپیمایی‌ها و تجمعات را محکوم کرده یا خواستار محاکمه آنان شدند.

## واکنش‌های جهانی
سازمان‌های مدافع حقوق بشر از دبیرکل سازمان ملل خواسته‌اند برای بررسی خشونت علیه معترضان به نتیجه انتخابات در ایران، نماینده‌ای به این کشور بفرستد. آن‌ها همچنین نسبت به آنچه می‌گویند «شواهد اعتراف‌گیری تحت فشار» از بازداشت‌شدگان است، ابراز نگرانی کرده‌اند. محمد خاتمی، رئیس‌جمهوری پیشین ایران هم از آنچه «پروژهٔ نخ‌نمای اعتراف‌گیری و تواب‌سازی» خواند به‌شدت انتقاد کرد.
مقام‌های بلندپایه چند کشور عمده غربی مواضع صریحی در مورد انتخابات ایران و وقایع پس از انتخابات و تظاهرات خودجوش معترضان نتایج ریاست جمهوری اتخاذ نموده‌اند.
عمده کشورهای دمکراتیک جهان برای محمود احمدی‌نژاد نه تنها پیام تبریک نفرستادند، بلکه با توجه به دامنه اعتراضات مردمی در ایران در منصفانه و عادلانه برگزارشدن انتخابات دهمین دوره ریاست جمهوری ایران ابراز تردید نمودند.
ولی وزیر خارجه ایتالیا اعلام کرده است که دیپلمات‌های اروپایی در صورت دعوت از آنان در مراسم تنفیذ احمدی‌نژاد شرکت کرده و این مراسم را تحریم نمی‌کنند.
برخی منابع نیز مدعی شده‌اند که تعدادی از کشورهای جهان از جمله چین، کوبا، ونزوئلا و میانمار سانسور و محدودیت شدیدی را در مورد اطلاع‌رسانی اخبار مربوط به اعتراضات مردم ایران و رویارویی آن‌ها با نیروهای نظامی در خیابان اعمال می‌کنند.
- سازمان ملل متحد: بان کی مون دبیرکل سازمان ملل متحد در واکنش به اعلام نتیجه انتخابات ریاست جمهوری ایران گفت که خواست واقعی ملت ایران باید محترم شناخته شود. وی گفت که مناقشاتی را که در پی این انتخابات در ایران رخ داده از نزدیک دنبال می‌کند.[۱۶۱]
- سازمان عفو بین‌الملل: سازمان عفو بین‌الملل در مورد احتمال اعتراف‌گیری تلویزیونی زیر شکنجه از رهبران جناح مخالف دولت ایران ابراز نگرانی کرده است.[۱۶۲]
- اتحادیه اروپا: در بیانیه‌ای در روز یکشنبه ۱۴ ژوئن نگرانی‌های خود در مورد اتهامات مطرح شده در مورد تقلب در انتخابات ریاست جمهوری ایران ابراز نمود.[۱۶۳] روز دوشنبه، ۱۵ ژوئن (۲۵ خرداد)، وزیران امور خارجه بیست و هفت کشور عضو اتحادیه اروپا با صدور بیانیه‌ای نسبت به نتیجه انتخابات ابراز تردید نمودند و از برخورد نیروهای دولتی با معترضان نسبت به نتیجه اعلام شده انتخابات ریاست جمهوری ابراز نگرانی نمودند و خواستار تحقیقات در مورد جنبه‌های پرسش‌برانگیز این انتخابات شدند.[۱۶۴]
- آلمان: فرانک والتر اشتاین مایر، وزیر خارجه آلمان سرکوب تظاهرات‌کنندگان و خبرنگاران توسط پلیس ایران را غیرقابل تحمل دانست و مشروعیت رأی‌گیری را زیر سؤال برد.[۳۹][۱۶۴] در روز ۲۵ خرداد آنگلا مرکل، صدراعظم آلمان، گفت که نشانه‌هایی از تخلف در انتخابات ریاست جمهوری ایران وجود دارد و او آنچه «موج بازداشت‌ها در ایران» خواند را محکوم نمود.[۱۶۴]

روز ۳۱ خرداد آنگلا مرکل صدراعظم آلمان، خواستار بازشماری آرای انتخابات، آزادی برای گزارشگران و آزادی سریع دستگیرشدگان گردید.
اما برخی از احزاب راست افراطی آلمان از جمله حزب دموکرات ملی آلمان و اتحاد مردم آلمان پیروزی احمدی‌نژاد را جشن گرفتند. اتحاد مردم آلمان (این حزب در حال حاضر از سوی دولت آلمان به دلیل داشتن افکار نژاد پرستانه منحل شده است)، پیروزی احمدی‌نژاد را در وبگاه خود تبریک گفت و او را «میهن‌پرستی آشتی‌ناپذیر» خواند. این حزب معتقد است که احمدی‌نژاد «فروتنانه و ایثارگرانه» حکومت می‌کند، و حمایت‌گرایی وی، از ایران در برابر «کوسه‌های بورس» محافظت می‌کند. او از نظر این حزب «مبارزی شجاع علیه سرمایهٔ بین‌المللی» است که «به نفع همهٔ مردم» در اقتصاد دخالت می‌کند. از نظر این حزب «پاسداران انقلاب و میلیشیای بسیج باید هر چه زودتر خیابان‌های تهران را بروبند، زیرا کثافت در خیابان‌ها عمیقاً لانه کرده است».
همچنین حزب دموکرات ملی آلمان در وبگاه خود اعتراضات را «حمله‌ای رسانه‌ای به روح ملی ایرانی» خوانده است. سیاست‌های سانسور در ایران از نظر این حزب اقدامی علیه موسیقی فاسد بوده و از آن استقبال شده است.
- آمریکا: در روز ۱۴ ژوئن جو بایدن معاون ریاست جمهوری آمریکا گفت که در مورد نتایج انتخابات ریاست جمهوری ایران تردیدهای واقعی وجود دارد.[۱۰۲] باراک اوباما، رئیس‌جمهور آمریکا، برخورد خشن نظام با مردم معترض را محکوم نمود و «شجاعت فوق‌العاده» معترضان در ایران را ستود. اوباما همچنین گفت: علیرغم تلاش دولت ایران برای جلوگیری دنیا از مشاهده خشونت‌ها، ما آن را می‌بینیم و محکوم می‌کنیم. [۱۶۹] در تاریخ ۲۵ ژوئن ۲۰۰۹ کاخ سفید، دعوت از دیپلمات‌های ایرانی برای شرکت در مراسم جشن روز استقلال آمریکا را پس گرفت.[۱۷۰]

باراک اوباما در پیام روز شنبه ۲۲ خرداد ۱۳۸۸ اعلام کرد: ما از حکومت ایران می‌خواهیم همه رفتارهای خشن و ظالمانه را علیه مردم خودش متوقف کند. 
یک روز قبل از مراسم تحلیف احمدی‌نژاد، رابرت گیبز، سخنگوی کاخ سفید اعلام کرد که این انتخابات و بحث‌های اطراف آن که در ایران دنبال می‌شوند موضوعی داخلی است و به ایرانیان مربوط می‌شود. او افزود که آمریکا احمدی‌نژاد را به‌عنوان رئیس‌جمهوری منتخب ایران به‌رسمیت می‌شناسد ولی برای وی تبریک‌نامه ارسال نخواهد کرد.
- ایتالیا: شورای استان توسکانی در ایتالیا طی مصوبه‌ای از دولت این کشور خواست تا از به‌رسمیت شناختن دولت احمدی‌نژاد خودداری کند.[۱۷۳]
- بریتانیا: دیوید میلیبند، وزیر امور خارجه بریتانیا، در روز ۲۵ خرداد گفت که این کشور «تبعات حوادث اخیر در ایران را با نگرانی عمیق دنبال می‌کند» و افزود که نسبت به صحت نتایج انتخابات تردیدهای جدی وجود دارد.[۱۶۴]

بعد از نماز جمعهٔ تهران به امامت خامنه‌ای و حرف‌های علیه بریتانیا و بی‌بی‌سی، وزارت امور خارجهٔ بریتانیا سفیر جمهوری اسلامی ایران در لندن را برای ارائهٔ توضیحاتی احضار کرد.
- ژاپن: هیروفومی ناکاسون وزیر امور خارجه ژاپن از کشته و مجروح‌شدن معترضان توسط دولت ابراز نگرانی کرد.[۱۷۴]
- سوئد: کارل بلت وزیر خارجه سوئد از رهبران ایران خواست به حق مردم برای اعتراض‌های مسالمت‌آمیز احترام بگذارند. وی افزود که مسلماً به‌کاربردن سلاح‌های مهلک علیه تظاهرات مسالمت‌آمیز مردم در هیچ کشوری تحمل نمی‌شود.[۱۷۵]
- فرانسه: برنار کوشنر وزیر خارجه فرانسه در پاریس گفت: ما خیلی نگرانیم چون این شروع یک دیالوگ میان جناح‌های رقیب سیاسی در ایران بود.  وی افزود: من متأسفم که به جای روی باز، واکنشی نشان‌داده شده که تا حدودی بی‌رحمانه است. بی‌رحمی راه حل نیست و دنبال‌کردن مستمر فعالیت‌های نظامی - اشاره به برنامه اتمی ایران - هم راه حل نیست. [۳۹]

پس از دو روز از ناآرامی‌ها فرانسه سفیر ایران را فراخواند. نیکولا سارکوزی نیز مشروعیت انتخابات ایران را زیر سؤال برد و گفت: مردم ایران مستحق چیز دیگری هستند. این یک تراژدی است ولی این امر منفی نیست که جنبشی واقعی از ابراز عقیده داشته‌باشیم که سعی می‌کند زنجیرهایش را بگسلد. 
- کانادا: لورنس کانون، وزیر امور خارجه کانادا، نگرانی‌های عمیق خود را از گزارش‌های موجود از تخلفات انتخاباتی در انتخابات ایران ابراز نمود.[۱۷۸]
- مصر: حسنی مبارک رئیس‌جمهور کشور جمهوری عربی مصر، در پیامی کتبی پیروزی مجدد محمود احمدی‌نژاد را در دهمین دوره انتخابات ریاست جمهوری، با «رای قاطع ملت ایران» تبریک گفت.[۱۷۹]

ولی سخنگوی وزارت خارجه مصر این خبر را تأیید نکرد.
- هلند: وزیر خارجه هلند نیز روز یکشنبه ۲۴ خرداد گفت: مسلم به نظر می‌رسد که تدابیری برای نفوذ در صندوق‌ها مانند محدود کردن دسترسی به اینترنت و انسداد سیستم پیامک تلفنی اتخاذ شده است.  وی افزود: گزارش‌های تقلب در جریان رأی‌گیری و شمارش آرا مشروعیت انتخابات را تضعیف می‌کند. [۳۹]

### پاسخ وزارت امور خارجهٔ ایران
وزارت امور خارجه ایران در پاسخ به انتقادات خارجی بیانیه‌ای صادر کرده است که در آن «هرگونه خدشه‌دارکردن نتیجه انتخابات، اهانت به رأی اکثریت و مغایر با اصول دموکراسی و احترام به حقوق دیگران» دانسته و کشورهایی که به گفتهٔ وزارت خارجه «قبلاً خود از تروریسم، استثمار، استعمار و حکومت‌های خودکامه پشتیبانی کرده‌اند و سلاح‌های کشتار جمعی را در اختیار دیگران گذاشته‌اند»، در موضعی نیستند که از انتخابات ایران انتقاد کنند. حسن قشقاوی، سخنگوی وزارت امورخارجه ایران، در دوم تیر گفت که موضع‌گیری دبیرکل سازمان ملل، دخالت در امور داخلی ایران است و آن را محکوم کرد.

## نقش فناوری
نقش اینترنت و سایر فناوری‌های ارتباطی مدرن در این اعتراضات قابل توجه بوده است. اخبار و تصاویر و ویدیوهای مربوط به این وقایع از طریق شبکه‌های اجتماعی و یوتیوب منتشر شده و هماهنگی برای اجتماعات از طریق شبکه‌های اجتماعی و توییتر صورت گرفته است. یکی از علل رو آوردن به توییتر قطع سامانهٔ پیام کوتاه تلفن همراه بوده است و لذا به نظر می‌رسد توییتر نقش جایگزین این سیستم را به دست آورده است. از طرفی خبر رسانی‌های توییتری توسط کسانی که در ایران مستقیماً در جریان اخبار قرار داشتند باعث ایجاد انتقادات شدیدی نسبت به وضعیت خبررسانی رسانه‌های بزرگی همچون سی‌ان‌ان شدند. این جو اطلاعاتی همچنین توجه خود را به سکوت رسانه‌ای کاخ سفید متوجه کرده‌اند، اوباما که از تکنولوژی‌های برخط همچون توییتر و فیس‌بوک برای کسب حمایت در انتخابات ریاست جمهوری آمریکا استفاده کرد، حال با انتظارات و درخواست‌ها در صفحه کاخ سفید در فیس‌بوک مواجه شده است که سکوت دولت او را در برابر وقایع در جریان در ایران به چالش کشیده‌اند. حکومت ایران برای مقابله با اطلاع‌رسانی از طریق اینترنت محدودیت‌هایی را از طریق تشدید فیلترینگ به اجرا گزارد به‌طوری‌که بیش از ۱۰ میلیون سایت و وبلاگ با صرف هفت میلیارد تومان هزینه فیلتر شدند.

## عملکرد رسانه‌های حکومتی
- پس از دستگیری کلیه کارکنان روزنامه کلمه سبز (متعلق به میرحسین موسوی) رسانه‌های حکومتی از عنوان کشف کانون فتنه استفاده کردند.[۱۸۹] همچنین موسوی در بیانیه شماره هشت خود به انتقاد از صداوسیما و رسانه‌های حکومتی در وارونه جلوه دادن حقایق با سوءاستفاده از امکانات دولتی پرداخت و گفت: «مردم هوشیار و شریف ایران طی روزهای اخیر صدا و سیما، خبرگزاریهای دولتی، برخی روزنامه‌های دولتی و سایتهای اینترنتی وابسته به دولت و روزنامه کیهان، بخش عمده‌ای از فضای خود را به وارونه جلوه دادن آنچه قبل، حین و پس از برگزاری دهمین انتخابات ریاست جمهوری ایران رخ داد، اختصاص داده‌اند. آن‌ها با استفاده از امکاناتی که متعلق به شماست، نه تنها به پنهان ساختن تخلفات و حوادث دلخراشی که در ایام اخیر اتفاق افتاد می‌پردازند بلکه مسئولان مستقیم و غیرمستقیم آن را کسی معرفی می‌کنند که تنها شما را در مسیر احقاق حقی که داشته‌اید همراهی کرده است.»[۱۹۰]
- به‌گفتهٔ وبگاه محمد خاتمی، روزنامه ایران و خبرگزاری ایرنا (زیر نظر دولت) و روزنامه کیهان (زیر نظر رهبر) به‌طور مداوم پیش از انتخابات و پس از آن به انتشار اخبار جعلی مبنی بر دیدار محمد خاتمی با مقامات آمریکایی در قاهره کردند.[۱۹۱]
- عملکرد صداوسیما اعتراض مهدی کروبی دیگر نامزد معترض را نیز برانگیخت. وی در نامهٔ سرگشاده‌ای به ضرغامی گفت: «عملکرد صداوسیما در چگونگی انعکاس موج عظیم اعتراضات آرام مردم در سطح کشور به‌خصوص مردم شریف و قهرمان تهران پس از انتخابات بی‌نظیر ۲۲ خردادماه هر بیننده و شنونده منصف و علاقه‌مند به امام و نظام جمهوری اسلامی را به تحیر واداشت. آیا آنچه که مردم شریف ایران در این چند روز خواستار آن بوده و هستند جز احقاق حق و صیانت از آرای خود بوده است؟ عدم اطلاع‌رسانی مناسب از خواست واقعی ملت و انتشار اخبار تجمعات آرام میلیونی به‌خصوص در روز دوشنبه ۲۵ خردادماه که همگان آن را با راهپیمایی ایام انقلاب مقایسه نموده و حتی قابل قیاس با راهپیمایی‌های مرسوم ۲۲ بهمن نبوده با رسالت رسانه ملی سازگار است؟ آیا ضرب و شتم و کشتار مردم بی‌گناه که غالباً توسط نیروهای لباس شخصی انجام می‌شود و انعکاس وارونه آن در صداوسیما جزء رسالت رسانه ملی است؟ آیا حمله به کوی دانشگاه توسط لباس شخصی‌ها که نمایندگان مجلس و مراجع رسمی و حتی مقام معظم رهبری نیز بر آن تعریض داشته‌اند و نسبت دادن این خشونت‌ها به انبوه جمعیت معترض به نتیجه انتخابات و تشبیه آن‌ها به منافقین سال‌های ۶۰ جزء رسالت رسانه ملی است؟ آیا نسبت دادن آتش‌سوزی‌ها و آتش‌زدن مساجد و تخریب اموال ملت به مردم که حسب اطلاعات واصله غالباً از سوی لباس شخصی‌هاست و البته ممکن است بعضاً تعدادی عناصر نفوذی هم سوءاستفاده کنند جزء رسالت رسانه ملی است؟ آیا مردمی که الله‌اکبرهای شبانه سر می‌دهند مسجد آتش می‌زنند؟»[۱۹۲]
- شورای هماهنگی جبهه اصلاحات نیز از برخورد یکسویه صداوسیما انتفاد کرده و خواستار اصلاح آن شد.[۱۹۳]
- روزنامه‌های ایران و وطن امروز و خبرگزاری فارس در روز یک شنبه ۱ تیر ماه عکسی از یک مرد میانسال که اسلحه‌ای در دست داشت و در میان معترضان دیده می‌شد چاپ کرده و از تیترهایی همچون «این تروریست‌های حامی صداقت» که به موسوی و هوادارانش ارجاع دارد استفاده کردند. در کنار این عکس نیز گزارش‌هایی علیه معترضان به نتیجه انتخابات منتشر کردند. به‌گفتهٔ خبرگزاری خبرآنلاین یک روز بعد روشن شد که فرد مذکور دچار اختلالات روحی بوده و همواره در آن محله با یک اسلحه اسباب بازی پرسه می‌زند و برای مردم کاملاً شناخته شده بوده است.[۱۹۴]

عملکرد صداوسیما به گونه‌ای بود که برخی از پرسنل و مجریان شناخته شده و معروف آن در سطح جامعه با برخورد تند و سرد مردم مواجه شدند.

## شائبه نقش مصباح یزدی
خبرگزاری العربیه به نقل از روزنامهٔ ایتالیایی کوریر دلاسرا به‌نقل از یک منبع آمریکایی گزارش داد مصباح یزدی- که از وی به عنوان پدر معنوی احمدی‌نژاد یاد می‌شود- از سرکوب مخالفان حمایت کرده است. همچنین منابع اصلاح‌طلب مدعی‌اند مصباح یزدی در انتخابات اخیر تقلب به نفع احمدی‌نژاد را مجاز شمرده است. یک روزنامه محلی ایتالیایی هم همچنین نقل کرده که مصباح فتوای قتل میرحسین موسوی و مهدی کروبی را صادر کرده است.

## درخواست مجوز برای راهپیمایی‌ها

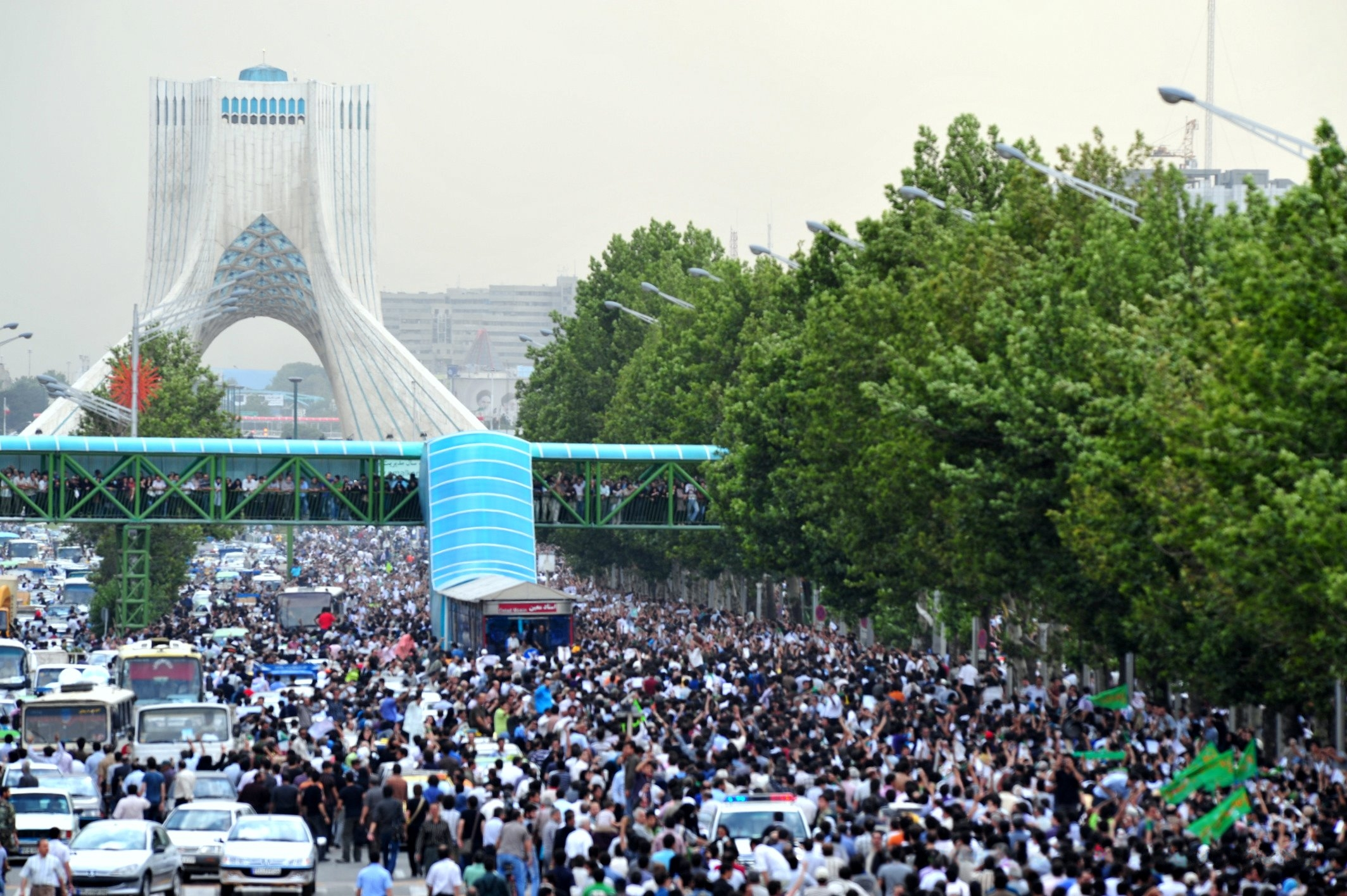
جمعیت راهپیمایان در راهپیمایی خیابان انقلاب تا میدان آزادی که بدون مجوز صورت گرفت.

از زمان اعلام نتایج انتخابات دهم ریاست جمهوری در روز شنبه، ستادهای میرحسین موسوی و مهدی کروبی بارها خواستار صدور مجوز راهپیمایی برای اعتراض به نتایج انتخابات و همچنین سوگواری برای کشته‌شدگان شدند؛ ولی وزارت کشور از صدور چنین مجوزی خودداری کرد. سرانجام در پنجم تیرماه وزارت کشور ایران در نامه‌ای به میرحسین موسوی گفت «بررسی و صدور مجوز برگزاری تجمع سراسری منوط به اعلام درخواست یک هفته پیش از برگزاری به صورت حضوری و با سپردن تعهداتی است.» بر اساس اصل ۲۷ قانون اساسی جمهوری اسلامی ایران، «تشکیل اجتماعات و راهپیمایی‌ها، بدون حمل سلاح، به شرط آن که مخل به مبانی اسلام نباشد آزاد است.» علی خامنه‌ای نیز با انجام تجمع معترضان به نتیجه انتخابات به شدت مخالفت کرده بود.
پیش‌تر در هفته‌های پس از انتخابات، طرفداران آقای احمدی‌نژاد دو راهپیمایی و تجمع بزرگ در تهران برگزار کردند و در این بین صدا و سیما با تبلیغات گسترده‌ای حضور در آن را تشویق نمود و مسیرهای راهپیمایی را مرتباً تبلیغ کرد.

## حمایت هنرمندان از جنبش سبز
پس از اعلام نتایج انتخابات هنرمندان ایرانی وخارجی زیادی از مواضع جنبش سبز حمایت کردند. از جمله این هنرمندان می‌توان به کارگردانان، بازیگران، آهنگسازان، شاعران، خوانندگان و نویسندگانی چون محسن مخملباف،
جعفر پناهی، محسن نامجو، گلشیفته فراهانی، سیاوش قمیشی، کیوسک (گروه موسیقی)، ابی، داریوش اقبالی، گوگوش، اندی، جان بون جووی، شادمهر عقیلی، هاتف، ستار، حبیب، هنگامه، حسین زمان، کامبیز حسینی، سید محمد حسینی، سامان اربابی، عباس کیارستمی، محمد رسول‌اف، محمد نوری‌زاد، حنا مخملباف، سمیرا مخملباف، محمود دولت‌آبادی، رضا براهنی، سیمین بهبهانی، جوآن بائز، کریس دی برگ، سید جواد هاشمی، باران کوثری، داریوش مهرجویی، هما روستا، عزت‌الله انتظامی، جمشید مشایخی، آریا آرام‌نژاد، رخشان بنی‌اعتماد، اصغر فرهادی، خسرو سینایی، فاطمه معتمدآریا، ابراهیم نبوی، پگاه آهنگرانی، بهروز وثوقی، لیلا حاتمی، فرشید منافی، زر امیرابراهیمی، مرجان ساتراپی، کاوه یغمایی، بیژن امکانیان، تهمینه میلانی، بهمن فرمان‌آرا، صادق زیباکلام، نیلوفر بیضایی، محمد شمس لنگرودی، شهرزاد سپانلو، عباس میلانی، سیروس الوند، نیک‌آهنگ کوثر، مجید مجیدی، داریوش شکوف، محمدرضا شجریان، بهرام بیضایی، مسعود کیمیایی، شهرام ناظری، بهمن قبادی، آیدین آغداشلو، شهره آغداشلو، هیچ‌کس، شاهین نجفی، رابرت ردفورد، شان پن، نوام چامسکی، ناصر تقوایی، کیومرث پوراحمد، بابک احمدی، کامران شیردل، شهلا لاهیجی، نرگس کلهر، رکسانا صابری، گروه آبجیز، فرامرز اصلانی، یغما گلرویی، هادی خرسندی، ایرج جنتی، اردلان سرفراز و شهیار قنبری می‌توان اشاره کرد.
این هنرمندان با اعلام پشتیبانی از جنبش سبز، اعتصاب غذا، ساختن فیلم و قطعات آهنگ، مصاحبه، سرودن شعر و شرکت در تظاهرات و تجمعات در مخالفت با تقلب در انتخابات و حمایت از معترضان به نتایج انتخابات از جنبش سبز ایران حمایت کردند.»

## انحلال احزاب اصلاح طلب
پس از اعتراض‌ها به نتایج انتخابات ۱۳۸۸ دولت محمود احمدی‌نژاد و قوه قضاییه با انحلال احزاب و دستگیری اعضای احزاب سعی در محدود کردن فعالیت احزاب اصلاح طلب کردند.
احزاب اصلاح طلب اعتماد ملی، سازمان مجاهدین انقلاب اسلامی، مجمع مدرسین و محققین حوزه علمیه قم، جبهه مشارکت اسلامی و نهضت آزادی پس از انتخابات دهم منحل و پلمپ شدند. هم چنین بسیاری از اعضای احزاب اصلاح طلب حزب اعتماد ملی، نهضت آزادی ایران، سازمان مجاهدین انقلاب اسلامی ایران، جبهه مشارکت ایران اسلامی، مجمع مدرسین و محققین حوزه علمیه قم، مجمع روحانیون مبارز و حزب کارگزاران سازندگی ایران پس از انتخابات ریاست جمهوری دهم دستگیر و زندانی شدند.
از جمله این دستگیرشدگان می‌توان به ابراهیم یزدی، بهزاد نبوی، سعید حجاریان، هاشم صباغیان، سید علی‌اصغر غروی، محسن میردامادی، عبدالله رمضان‌زاده، سید مصطفی تاج‌زاده، محسن امین‌زاده، سید امیر خرم، محمد توسلی، محسن صفایی فراهانی، سید ابراهیم امینی، مرتضی الویری، فیاض زاهد، علی شکوری‌راد، محسن آرمین، سید محمدعلی ابطحی، محمد عطریانفر و سید حسین مرعشی اشاره کرد.

## نقش بسیج
به‌گفتهٔ سازمان عفو بین‌الملل، بسیج زخمیان و مجروحان را از بیمارستان‌ها جمع می‌کند و به مکانی نامعلوم انتقال می‌دهد. همچنین این نیروها اجازهٔ ثبت مشخصات افراد مجروح توسط کارکنان بیمارستان‌ها را نمی‌دهند. به گزارش دیدبان حقوق بشر «نیروهای شبه نظامی بسیج برای خاموش کردن بانگ «الله اکبر» شبانهٔ مردم از پشت‌بام‌ها، شبانه به خانه‌های مردم یورش می‌برند، با شکستن در خانه‌ها به‌زور وارد خانه‌هایشان می‌شوند، لوازم شخصی آنان را درهم می‌شکنند و ساکنان را مورد ضرب و شتم قرار می‌دهند.»
حسین طائب، فرماندهٔ نیروی مقاومت بسیج، ادعا کرده است افرادی «لباس پلیس یا بسیج را پوشیده بودند» و دست به خرابکاری زده‌اند که برخی از این افراد دستگیرشده‌اند. همچنین طائب استدلال می‌کند که از آنجایی که ورود به بسیج آسان است افرادی ممکن است از این طریق خواسته باشند بسیج را بدنام کنند.
یک نوار ویدئویی که توسط شبکهٔ تلویزیونی کانال چهار بریتانیا منتشر شده است، تیراندازی یک عضو پایگاه بسیج در تقاطع خیابان آزادی و خیابان جناح را از پشت‌بام به سمت مردم نشان می‌دهد؛ تیراندازی‌ای که در اثر آن دستِکم هفت نفر کشته شدند. حسین طائب مسلح بودن بسیج را رد کرده است ولی تأکید می‌کند که در صورت حمله به منطقه نظامی و تحت تسلط بسیج، این گروه به هر طریق ممکن از خودش دفاع می‌کند.
سرلشکر بسیجی، فیروزآبادی رئیس ستاد کل نیروهای مسلح در نامه‌ای که خطاب به امام غایب شیعیان حجت بن حسن نوشت، مدعی شد که بسیجیان و نیروهای مسلح از هیچ نوع اسلحه‌ای برای سرکوب مردم در جریان تظاهرات مربوط به اعلام نتایج انتخابات ریاست جمهوری استفاده نکرده‌اند و کسانی را که کشته شده‌اند کشته‌های دروغی خواند. وی مدعی شد که: در ۳۰ خرداد آشوبگران و منافقان با چهره‌ای جدید که چندان هم بی‌ارتباط با منافقان سابق نیستند، بر ملت یورش آورده و به ضرب و جرح شدید نیروهای امنیتی پرداخته‌اند. 
به‌دنبال فعالیت‌های نیروهای بسیجی در جریان وقایع بعد از اعلام نتایج انتخابات ریاست جمهوری در ایران، سازمان عفو بین‌الملل در بیانیه‌ای خواستار انحلال نیروهای مقاومت بسیج در ایران شد.
ناوی پیلای، کمیسر عالی حقوق بشر سازمان ملل، از دولت ایران خواست تا نیروهای بسیج را از اعمال خشونت علیه معترضان بازدارد.
احمدی مقدم فرماندهٔ نیروی انتظامی در واکنش به اعتراضات مردمی به ضرب و شتم و سرکوب تظاهرات‌کنندگان توسط لباس‌شخصی‌ها در مراسم صبحگاه ناجا گفت: مگر راهپیمایان غیرقانونی و اغتشاشگران لباس یونیفرم داشتند، آن‌ها نیز لباس‌شخصی بودند. 

## توقیف مطبوعات
پس از اعلام نتایج انتخابات، دولت محمود احمدی‌نژاد با توقیف مطبوعات و دستگیری روزنامه‌نگاران سعی در محدود کردن بیشتر مطبوعات کرد.
روزنامه‌ها و نشریات اصلاح طلب زیادی چون اعتماد ملی، کلمه سبز، اعتماد، ایراندخت، اندیشه نو، حیات نو، بهار، صدای عدالت، سینا، سرمایه، یاس نو و چلچراغ (مجله) توقیف شدند؛ که اعتراضات زیادی مانند نامه فاطمه کروبی به معاون وزرات ارشاد و اعتراض هادی خامنه‌ای و نمایندگان مجلس شورای اسلامی را در پی داشت.
هم چنین سازمان گزارشگران بدون مرز در اکتبر سال ۲۰۰۹ اعلام کرد رتبه ایران در رده‌بندی جهانی آزادی مطبوعات با هفت پله سقوط به ۱۷۲ رسیده است این در حالی است که تنها سه کشور در شرایط بدتری از ایران در رده‌بندی جهانی آزادی مطبوعات در سال ۲۰۰۹ قرار داشتند.

## اعتصاب‌ها
پس از اعلام نتایج انتخابات ۱۳۸۸، اعتصاب‌های کارگری زیادی به دلیل مشکلات مالی، پرداخت نشدن حقوق کارگران، حمایت از جنبش سبز ایران و نارضایتی از دولت محمود احمدی‌نژاد در شهرهای مختلف ایران اتفاق افتاد. از جمله این اعتصاب‌ها می‌توان به اعتصاب‌هایی چون اعتصاب کارگران لاستیک البرز، اعتصاب کارگران کارخانه نوشابه‌سازی ساسان کرج، اعتصاب کارگران کیان تایر اسلامشهر، اعتصاب در شرکت «گاما» و شرکت «پارس حساس» عسلویه، اعتصاب هزاران کارگر در شرکت نیشکر هفت تپه خوزستان، اعتصاب کارگران شرکت لوله‌سازی خوزستان، اعتصاب کارگران در کارخانه‌های «تهران پتو» و «ایران ترمه» در قم، صنایع فلزی ایران در تهران، کارخانه صنایع مخابراتی راه دور ایران در استان فارس و همچنین ناآرامی‌هایی در معادن سنگ آهن سنگان استان خراسان رضوی اشاره کرد. هم چنین پس از بیانیه‌های میر حسین موسوی و مهدی کروبی دربارهٔ احقاق حقوق کارگران و معلمان در روز جهانی کارگر ۱۱ اردیبهشت ۱۳۸۹ کارگران معترض به حمایت از جنبش سبز در شهرهایی مانند قزوین، اهواز، شیراز و سنندج تظاهرات و اعتصاب کردند.

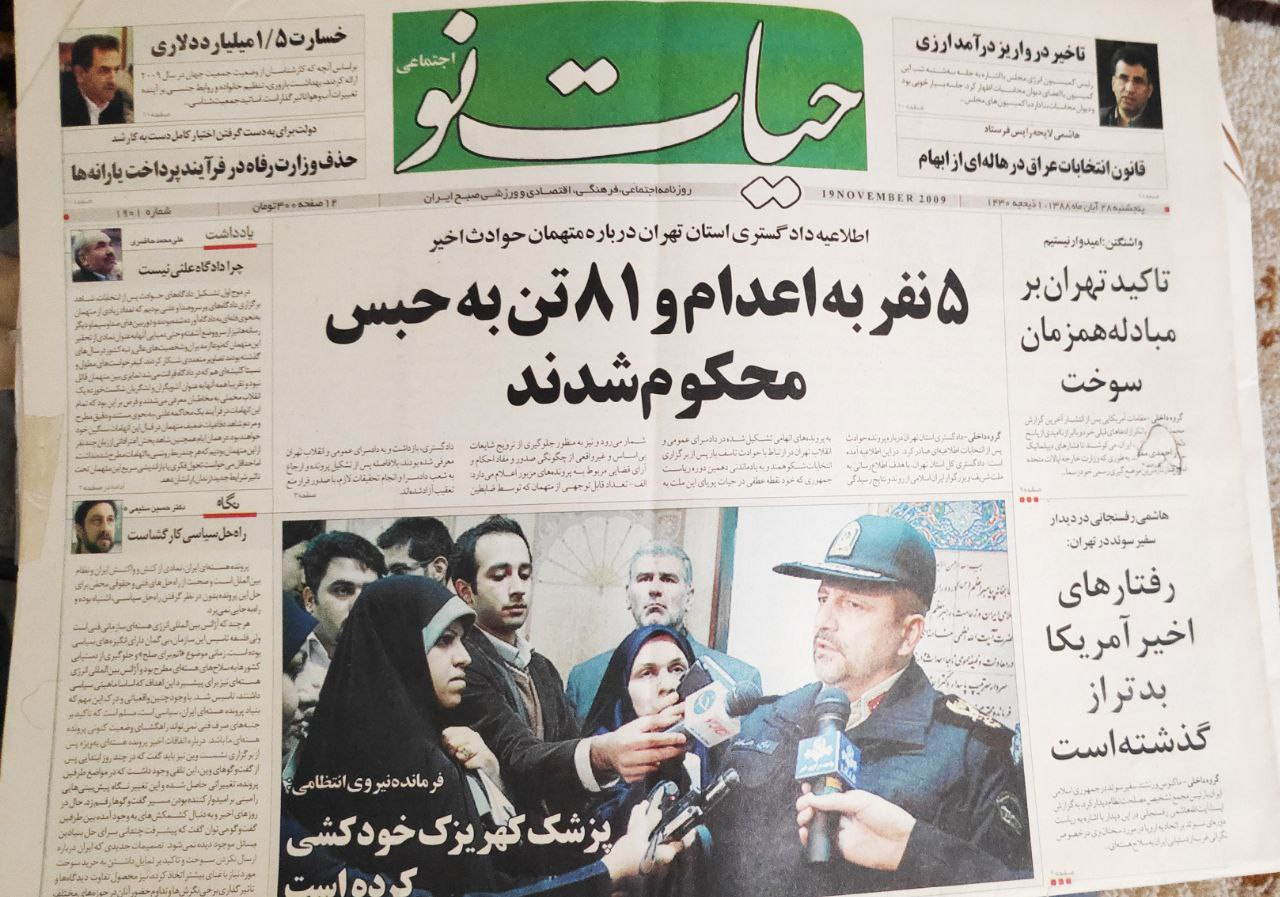
اشاره روزنامه حیات نو به محکومان به اعدام

پس از بیانیه‌های میرحسین موسوی، مهدی کروبی و زهرا رهنورد در اردیبهشت ۱۳۸۹ در اعتراض به اعدام‌های زندانیان سیاسی پس از انتخابات چون فرزاد کمانگر، علی حیدریان، فرهاد وکیلی، شیرین علم‌هولی و مهدی اسلامیان اعتصاب‌هایی در اعتراض به این اعدام‌های سیاسی در کردستان و مناطق کردنشین کرمانشاه و آذربایجان غربی به وقوع پیوست.
اتحادیه اروپا اعدام پنج زندانی را به‌شدت محکوم کرد و خواهان لغو اعدام دو زندانی سیاسی دیگر به نام‌های زینب جلالیان و حسین خضری شد.
هم چنین در مهرماه ۱۳۸۸ بازاریان اصفهان و در تیر ماه ۱۳۸۹ بازاریان تهران و تبریز در اعتراض به دولت محمود احمدی‌نژاد و افزایش مالیات‌ها دست به اعتصاب زدند.
هم چنین در جریان اعتصاب تهران یکی از بازاریان به نام حاجی کاشانی به دست نیروهای لباس شخصی و به ضرب ضربات چاقو کشته شد.

## نافرمانی‌های مدنی
پس از سرکوب‌های شدید، معترضان به این انتخابات دست به ابراز مخالفت از طریق نافرمانی‌های مدنی زدند. صدور بیانیه‌های اعتراضی، عدم‌همکاری در عرصه‌های مختلف اجتماعی، اقتصادی و سیاسی، نوشتن شعار در معابر و روی اسکناس‌ها و شعارهای شبانه از جملهٔ این نافرمانی‌ها بود.

## شائبهٔ نقش نیروهای خارجی در سرکوب معترضان
در جریان اعتراضات، وبسایت روزآنلاین مصاحبه‌ای با یکی از نیروهای لباس شخصی منتشر کرد. فرد مزبور در این مصاحبه تأکید داشت که به دلیل بیکاری با حقوق روزانهٔ دویست هزار تومان برای سرکوب مردم از تربت جام اعزام شده است. وی حضور نیروهای خارجی در سرکوب مردم را نیز تأیید می‌کرد.
امیر فرشاد ابراهیمی از رهبران سابق انصار حزب‌الله نیز می‌گوید: 
مأموریت حفظ امنیت تهران، طبق مصوبهٔ فرماندهی کل قوا زیر نظر قرارگاه ثارالله تهران است. قرارگاه ثارالله تهران یک قرارگاه مستقل است که زیر نظر هیچ‌کدام از نیروهای پنج‌گانهٔ سپاه قرار ندارد، و مستقیماً زیر نظر فرمانده کل قوا هدایت می‌شود. در آن قرارگاه ثارالله، دو تیپ وجود داشتند و هنوز هم هستند که در آن افراد خارجی حضور دارند. یک تیپ آن جنب نمایشگاه بین‌المللی تهران و مابین نمایشگاه و ساختمان صدا و سیما مستقر است که اینها بازماندگان لشکر ۹ بدر هستند که افرادش عراقی‌اند. یک تیپ دیگر هم از نیروهای احتیاط حزب‌الله لبنان هستند که برای آموزش وارد ایران شده‌اند و مانده‌اند. دفتر آنها هم در خیابان حافظ شیراز در خیابان ولی‌عصر قرار دارد، ولی محل استقرارشان پادگان امام علی است.
ابراهیمی معتقد است که یکی از نیروهای حزب‌الله را شخصاً در میان تصاویری که مردم از نیروهای سرکوب‌کننده گرفته‌اند، شناسایی کرده است.
پس از انتخابات ایران، یکی از رهبران حزب‌الله لبنان این موضوع را که اعتراضات، تظاهرات‌های ساده‌ای است که از سوی هواداران موسوی تدارک می‌شود، رد کرد و مدعی شد که هدف، بی‌ثبات کردن دولت ایران است.
رسانه‌های بین‌المللی نیز به احتمالِ استفاده از نیروهای خارجی در سرکوب مردم اشاره کرده‌اند. سی‌ان‌ان نوشت که گزارش‌های زیادی از مشاهدهٔ افراد عرب‌زبان، که احتمال داده می‌شود از نیروهای حزب‌الله لبنان بوده باشند، ارائه شده است.
اشپیگل نیز به نقل از صدای آمریکا از احتمال حضور ۵۰۰۰ نیروهای خارجی در سرکوب معترضان سخن گفت.
با این حال یکی از اعضای بلندپایهٔ حماس، حضور نیروهای این گروه در سرکوب معترضان در ایران را تکذیب کرد. وی گفت که سپاه یکی از قوی‌ترین سازمان‌ها در مواجهه با اعتراضات و تظاهرات در سطح جهان است؛ چگونه ممکن است که به حماس نیاز داشته باشد.
تصاویری از یکی از افراد شناخته شده و مهم حزب‌الله لبنان منتشر شد که در تهران و هنگام حمله به ستاد انتخاباتی میرحسین موسوی در قیطریه شمیران گرفته شده بود. افرادی از حزب‌الله لبنان، با دیدن این تصاویر، شخص مورد نظر را شناسایی و اصالت عکس‌ها را تأیید کردند. همچنین در تصاویر ویدئویی که از حمله به ستاد میرحسین موسوی پخش شد، باز هم این فرد به وضوح به چشم می‌خورد.
در جریان تظاهرات جنبش سبز در تاسوعا و عاشورای ۱۳۸۸ نیز عکس‌هایی ارائه شد که در آنها تعدادی از نیروهای حزب‌الله لبنان دیده می‌شدند.